# Estatuto de Autonomía de Cataluña de 2006

Escudo de la Generalidad de Cataluña.

El Estatuto de Autonomía de Cataluña de 2006 es la norma institucional básica de la comunidad autónoma de Cataluña, que regula la autonomía y los márgenes del autogobierno de este territorio. El Estatuto de autonomía de 2006 fue aprobado por las Cortes Generales y posteriormente refrendado por los ciudadanos de Cataluña el 18 de junio de 2006 y el Parlamento de Cataluña. Sus precedentes son el estatuto de 1932 y el de 1979. 
El Estatuto de 2006 es conocido informalmente como Estatuto de Miravet por haber sido en el municipio de Miravet, en la Ribera de Ebro, donde se reunieron los parlamentarios catalanes de todos los partidos para ponerlo en marcha en una fase inicial.
Incluye, entre otros aspectos, el sistema institucional en que se organiza la Generalidad de Cataluña, las competencias que le corresponden y su tipología, derechos y deberes de los ciudadanos, el régimen lingüístico, las relaciones institucionales de la Generalidad y la financiación de la Generalidad. El poder legislativo lo encarna el Parlamento de Cataluña, mientras que el ejecutivo lo encarna el Gobierno de Cataluña. Ambos poderes siguen sujetos al Parlamento y al Gobierno de España en los términos previstos en la legislación. El poder judicial lo encarna en exclusiva el Consejo General del Poder Judicial, ya que la Administración de Justicia es una competencia exclusiva del Estado.

## Antecedentes

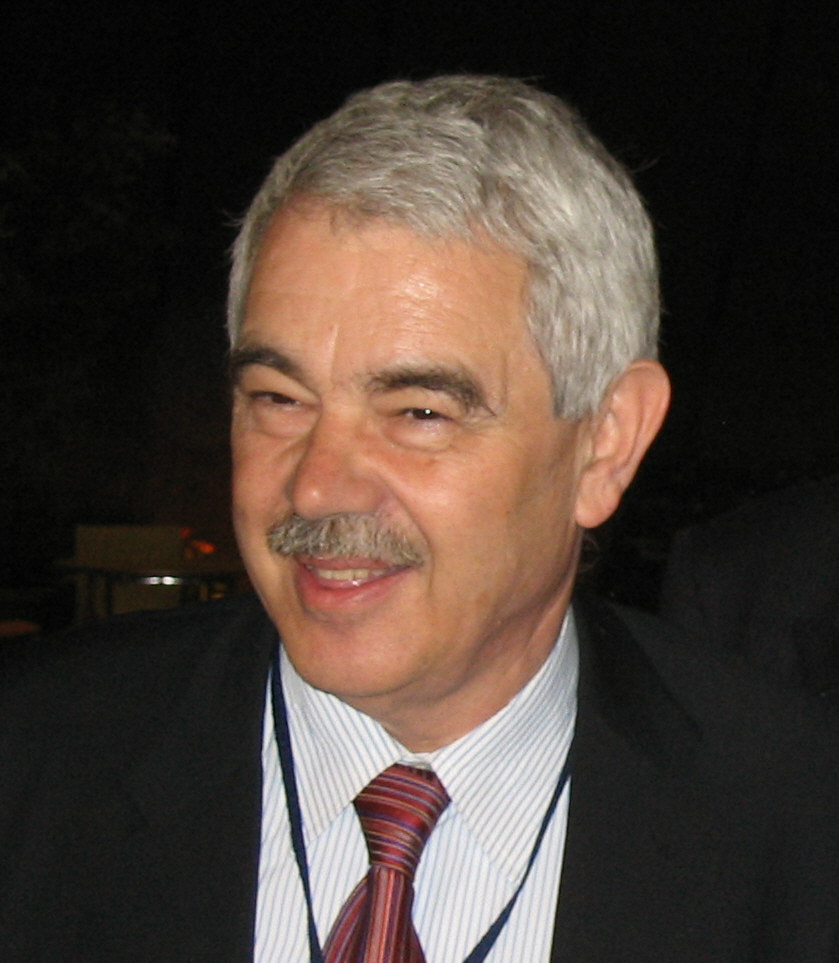
Pasqual Maragall, presidente de la Generalidad durante la tramitación y aprobación del nuevo Estatuto (2003-2006)

La reforma del Estatuto de Autonomía de Cataluña de 1979 fue una propuesta que los partidos políticos progresistas catalanes empezaron a desarrollar durante la última legislatura de Gobierno de Convergència i Unió (1999-2003). Según algunas versiones, la idea surgió antes, concretamente durante un almuerzo del presidente del PSC Pasqual Maragall con el líder de Esquerra Republicana de Cataluña Josep Lluís Carod Rovira que tuvo lugar el 21 de octubre de 1998, en el que Maragall convenció a Carod de la necesidad de «añadir» al Estatuto nuevas cuestiones como la inmigración, la presencia de la Generalidad ante la Unión Europea o una Carta de Derechos Sociales.
La iniciativa de la reforma se concretó en el año 2000 cuando el presidente de la Generalidad Jordi Pujol rechazó la oferta de pacto que le hizo Esquerra Republicana de Cataluña, por lo que la formación republicana e independentista encabezada por Josep Lluís Carod Rovira aceptó la oferta de Pasqual Maragall de formar una coalición de izquierdas, que también incluiría a Iniciativa per Catalunya Verds, para intentar conseguir la mayoría absoluta en las elecciones catalanas de 2003 y cuyo punto estrella sería el nuevo Estatuto. De esta forma pretendían poner fin a veintitrés años de gobierno de Jordi Pujol, líder de Convergencia i Unió, quien tras las elecciones catalanas de 1999 había optado por pactar con el Partido Popular para ser investido presidente de la Generalidad (acuerdo que incluía que CiU renunciaba a reformar el Estatuto de 1979 por una legislatura y que tampoco reclamaría el concierto económico como sistema de financiación).
Durante los meses anteriores a la celebración de las elecciones catalanas de noviembre de 2003 el Partido de los Socialistas de Cataluña (PSC), Convergencia i Unió  (CiU) y Esquerra Republicana de Cataluña (ERC) dieron a conocer sus respectivos proyectos de reforma del Estatuto. El de los socialistas catalanes fue presentado en marzo por su presidente Pasqual Maragall, quien declaró que su objetivo era «dar un paso adelante en el autogobierno». En el preámbulo del documento del PSC se afirmaba que «Cataluña es una nación» que «forma parte de la España plural reconocida por la Constitución» y que pretende «profundizar en el carácter federal, plurinacional, pluricultural y plurilingüístico del Estado español». Por su parte, el proyecto de reforma de CiU proponía que se aplicara a Cataluña la cláusula de la Constitución sobre los «derechos históricos» reconocidos al País Vasco y a Navarra; y el de ERC la proclamación de Cataluña como un Estado libre asociado al Reino de España.
En este marco de propuestas de reforma del Estatuto de 1979, el líder del PSOE José Luis Rodríguez Zapatero, entonces en la oposición, prometió en un mitin de las elecciones catalanas celebrado el 13 de noviembre en Barcelona: «Respetaré el Estatuto que apruebe el Parlamento de Cataluña».
CiU fue el partido más votado en las elecciones de 2003 pero no logró la mayoría absoluta (ni siquiera contando con el apoyo de los diputados del Partido Popular). Por eso CiU, encabezado ahora por Artur Mas, pasó a la oposición, mientras que el PSC, Esquerra Republicana de Cataluña e Iniciativa per Catalunya Verds (ICV) formaron un gobierno «tripartito» de izquierdas presidido por el socialista Pasqual Maragall. El 14 de diciembre los líderes del «tripartito» (Pasqual Maragall, por el PSC; Josep Lluís Carod Rovira, por ERC; y Joan Saura por ICV) firmaron en el Salón del Tinell  el Acuerdo para un gobierno catalanista de izquierdas, cuya prioridad era la reforma del Estatuto de 1979 y la adopción de un nuevo sistema de financiación autonómica que se incluiría en el mismo, todo ello con la finalidad de lograr un «encaje diferente de Cataluña en el Estado», según declaró Joan Saura. Al día siguiente, en el discurso de investidura ante el Parlamento de Cataluña Maragall afirmó:

El Estatuto que queremos ha de ser una renovación del pacto con todos los pueblos de España. […] Esta nueva relación con España sólo se puede desarrollar bajo un lema, el de unión y libertad. El nuevo Estatuto debe ser la propuesta catalana para España porque el Estatuto debe ir de acuerdo con una reforma constitucional que ya es inaplazable.[…]

Sin voluntad de condicionar el resultado final de la propuesta de mejora del autogobierno que pueda salir de esta Cámara, creo obligado avanzar las líneas maestras compartidas por las fuerzas de la mayoría: consideración constitucional de la Generalitat como Estado —no como un Estado—, redefinición del ámbito competencial de la Generalitat, presencia de la Generalitat en la Unión Europea y en los organismos internacionales, colaboración entre la Generalitat y los gobiernos locales y mejora, evidentemente, de la financiación autonómica. […]

Cataluña quiere una España plural que defienda y promueva como riqueza irrenunciable, todas las lenguas y culturas… Lo que queremos es lo que pasa en Suiza, que todo el país sepa que tiene cuatro idiomas.[…]

## El proceso de elaboración y aprobación del nuevo Estatuto

### La tramitación en el Parlamento de Cataluña (2004-2006)
En febrero de 2004 se constituyó en el Parlamento catalán la ponencia que iba a redactar el borrador del nuevo Estatuto, a la que el Partido Popular se sumó más tarde. Al mes siguiente, las elecciones generales españolas de 2004 dieron la victoria al Partido Socialista Obrero Español y su líder, José Luis Rodríguez Zapatero, formó gobierno, obligado por la promesa hecha durante la campaña de las elecciones catalanas de que apoyaría la reforma del Estatuto que aprobara el Parlamento de Cataluña. Sin embargo, cuando se conoció el borrador sobre el que estaba trabajando la comisión parlamentaria encargada de redactar el anteproyecto del nuevo Estatuto, el gobierno socialista hizo saber al presidente de la Generalidad Pasqual Maragall cuáles serían los límites que no se deberían traspasar: que no supusiera la modificación de leyes orgánicas, como la del Poder Judicial, que son competencia de las Cortes Generales; que no incluyera un régimen de financiación como el del concierto económico del País Vasco; que no se extendieran las competencias de la Generalidad a todas aquellas no atribuidas expresamente al Estado en la Constitución; y que no se estableciera el deber de conocer el catalán (una obligación que la Constitución solo otorga al castellano). Estas condiciones, así como la preocupación del gobierno sobre la pretensión de definir Cataluña como «una nación», fueron expuestas en nombre del gobierno por el ministro de Administraciones Públicas Jordi Sevilla al president Pasqual Maragall durante la entrevista que mantuvieron en Barcelona el 12 de febrero de 2005. «No todo cabe en el Estatuto, a riesgo de hacerlo inabarcable», dijo el ministro en una conferencia que pronunció ese mismo día por la tarde ante el Círculo de Empresarios de Barcelona con el título Una visión de la España plural, y en la que identificó «nacionalidades» con «naciones sin Estado».
El líder del Partido Popular, Mariano Rajoy, en un artículo que publicó en el diario ABC el 6 de febrero de 2005 con el título «Una cierta idea de España», acusó al presidente del gobierno Rodríguez Zapatero de dejarse «arrastrar» por «la voluntad de quienes no quieren saber nada de España» y manifestó su oposición a la concepción de España como «un Estado plurinacional, plurisoberano, federal, o cualquier otra variedad de estado menguante»:

Yo creo en España, como la inmensa mayoría de los españoles, y voy a poner toda mi voluntad y toda la energía de mi partido en defender que España sea y que siga siendo lo que es. […]
 España, la nación española, es algo más que un diseño caprichoso, maleable, a disposición de cualquier ingeniero constitucional voluntarioso. Es una realidad obstinada que nadie podrá cambiar a su capricho. No ha nacido al calor de una mente visionaria, sino de los avatares compartidos a través de una larguísima historia. No existe nación moderna con más solera, y los españoles, la realidad tangible de esa nación, no consentirán que se dilapide caprichosamente su patrimonio de siglos ni el marco de su historia, el depósito de su tradición cultural, la crónica de su aventura en el mundo.

El expresidente del gobierno Felipe González también se sumó a las críticas del proceso del nuevo Estatuto. El 18 de marzo de 2005 deslizó un ataque velado a su compañero socialista Pasqual Maragall en el discurso que pronunció con motivo de la concesión a Jordi Pujol del Premio de la Concordia que otorga la Fundación Abril Martorell: «Al hablar de Jordi Pujol no podemos sino expresar añoranza, ¿me entiendes bien, Jordi? Algo tan serio como Cataluña no se inventa. Cataluña ya está inventada y cuando quiere construirse algo sólido debe hacerse respetando los cimientos».
Pasqual Maragall le respondió el 30 de marzo mediante un correo electrónico cuyo contenido no se conocería hasta principios de 2014. Maragall comenzaba aludiendo a las palabras de González —«He leído que Catalunya no se puede reinventar. Estoy de acuerdo. Catalunya, como Castilla, es más vieja que España. Hace tiempo que está inventada»— para luego hacer referencia a la idea de la «España plural» —cuyo precursor había sido un viejo militante socialista, Anselmo Carretero— y que Felipe González no había aplicado cuando estuvo en el gobierno —al PSOE entonces solo le «interesaba la España del Estado de las autonomías sin distinciones» y le asustaba «la deriva hacia una España plural»—, en contraste con la política que estaba llevando a cabo Rodríguez Zapatero:

[...] Cuando llegó Zapatero tras el severo correctivo de 8 años de Aznar, que no había votado la Constitución precisamente por lo de las nacionalidades y regiones, se abrió la etapa de la España plural. La bautizamos en Santillana del Mar en el verano de 2003. [...] Zapatero tardó más de la cuenta en cumplir la promesa, pero cumplió, planteó el tema de la pluralidad de España.[...]
 Zapatero entendió desde el principio que había que recuperar la franqueza inicial, que España era y es una unión de identidades diversas y de lenguas diversas, que era y es una nación plural o nación de naciones.
Voy a tratar de decirlo claro: no estamos inventando una nueva Catalunya para nada. Estamos inventando una nueva España en la que de una puñetera vez la vieja Catalunya, la vieja Castilla, la vieja Euskadi y la vieja Andalucía tendrán un lugar honorable y donde Madrid, que ya es una capital internacional de primerísima línea, no necesitará confundirse con España, como necesitaba hasta hace poco para ser más de lo que era.[...]
 No se trata de catalanizar España sino de federalizar España más abiertamente.[...]

El 13 de mayo, Joan Saura, conseller de Relaciones Institucionales y Participación y líder del ICV, uno de los tres partidos coaligados en el gobierno «tripartito», escribió un artículo en el diario El País con el título «¿Qué quiere Cataluña?»:

Nuestra propuesta no es soberanista ni rupturista sino plenamente constitucional e inspirada en la filosofía y los modelos federales. Se trata de un proyecto que pretende abordar el gran problema histórico de la relación entre Cataluña y España, y el de la plena aceptación de la unidad en la diversidad nacional, cultural y lingüística del Estado. […] Proponemos un salto adelante en el autogobierno, una reforma a fondo del pacto entre el Estado y la Generalitat, con unas reglas de juego más acorde con la realidad de un Estado plural. El gran reto es que España se reconozca a sí misma como una realidad plurinacional.

En cuanto a los objetivos concretos del Estatuto, Joan Saura decía que eran cinco:

Clarificar y mejorar las competencias; incorporar un título de derechos y deberes y de principios rectores de las políticas públicas; avanzar en la definición y protección de elementos fundamentales de la identidad de Cataluña; garantizar la participación de la Generalitat en órganos decisivos del Estado y en la Unión Europea; y mejorar la financiación.

Pese a que hubo un rápido acuerdo entre los tres partidos que formaban el Gobierno de Cataluña y Convergència i Unió en asuntos tales como la definición de Cataluña como «nación», el deber de conocer las dos lenguas oficiales (catalán y español) o la creación de una circunscripción catalana en las elecciones al Parlamento Europeo, otros asuntos tales como la financiación de la Generalidad, la laicidad en la enseñanza o la amplitud de la actualización de los derechos históricos produjeron profundas divisiones que hicieron temer por la aprobación de la reforma y que no fueron solventadas hasta el último momento.
El 8 de julio de 2005 la ponencia del Parlamento de Cataluña dio por concluido su trabajo y ese mismo día el Partido Popular anunció que no suscribía el proyecto. Veinte días después superó el trámite en comisión del Parlamento de Cataluña, pero sin alcanzar los dos tercios necesarios porque CiU se opuso al modelo de financiación propuesto y defendió el concierto económico. CiU no rebajó sus exigencias hasta que su líder Artur Mas se entrevistó en Madrid el 19 de septiembre con el presidente del gobierno español José Luis Rodríguez Zapatero.
Hasta el día anterior de la votación final en el Parlament, que se celebró el 30 de septiembre de 2005, el «tripartito» y CIU estuvieron negociando hasta que ese día Pasqual Maragall y el jefe de la oposición de Cataluña Artur Mas cerraran un acuerdo in extremis sobre la financiación de la Generalidad y la laicidad en la enseñanza. Ese día y el anterior se habían votado los Títulos del Estatuto y en algunas de las votaciones no contaron con el apoyo de los 42 diputados del PSC, que dudaban de la constitucionalidad de algunos de los artículos (por lo que varios Títulos de la propuesta contaron solo con los votos favorables de CiU y de ERC, ya que ellos solos detentaban la mayoría absoluta en el Parlament, o de CiU, ERC e ICV), pero en la votación final del día 30 el Estatuto fue aprobado con los votos favorables del PSC, ERC, ICV, y CiU, sumando 120 de los 135 diputados del Parlament. Los 15 diputados del Partido Popular votaron en contra porque, según el líder del PP en Cataluña Josep Piqué, el nuevo Estatuto «modifica la naturaleza del Estado» y busca «alejar Cataluña de España», mientras que el líder del partido independentista ERC Josep Lluís Carod Rovira lo presentó como una «mano extendida a España». Por su parte el presidente Maragall volvió a incidir en la definición de España como «nación de naciones» y a considerar el Estatuto como una apuesta por la España «federal, diversa o plural».
Nada más conocerse la aprobación del Estatuto por el Parlamento de Cataluña, la portavoz del gobierno María Teresa Fernández de la Vega manifestó en Madrid: «Hay que garantizar que el texto final sea acorde con la Constitución de la A a la Z, con el interés general y el de todos los ciudadanos».

### El proyecto de Estatuto en las Cortes Generales (2005-2006)
Cuando el proyecto de estatuto se presentó ante el Congreso de los Diputados, diversas instituciones estatales y sociales, desde el Consejo General del Poder Judicial o el Banco de España hasta la Iglesia Católica, la patronal o los sindicatos, mostraron su radical oposición al mismo.[cita requerida] El Partido Popular, por su parte, reclamó la celebración de un referéndum en toda España sobre el Estatuto, y comenzó una recogida de firmas para que el Congreso de los Diputados no admitiera a trámite el proyecto.
El 2 de noviembre de 2005, después de que la Mesa del Congreso de los Diputados admitiera a trámite la proposición, en contra del criterio del Partido Popular, el Pleno del mismo celebró el debate de toma en consideración, en que intervinieron, en representación del Parlamento de Cataluña, el convergente Artur Mas, la socialista Manuela de Madre y el republicano Josep-Lluís Carod-Rovira. Intervino, asimismo, el Presidente del Gobierno de España para expresar la posición favorable de este a la toma en consideración. Así, el Congreso de los Diputados decidió tomar en consideración la proposición por 197 votos a favor, 146 votos en contra, todos ellos del PP, y una abstención.
Desde entonces comenzó su tramitación en la Comisión Constitucional del Congreso, presidida por el exvicepresidente del Gobierno, Alfonso Guerra, que encargó a una ponencia paritaria entre representantes de la citada Comisión y del Parlamento de Cataluña al acordar un dictamen para ser elevado posteriormente al Pleno. Desde un primer momento no hubo unidad de acción entre los cuatro partidos que habían aprobado el texto en Cataluña, lo que llevó a una negociación bilateral de cada uno con el PSOE. 
Pronto quedó claro cuáles eran los temas más conflictivos de la propuesta presentada por el Parlamento de Cataluña: la definición de Cataluña como «nación»; el «deber» de conocer el catalán, lo que lo equiparaba con el castellano en Cataluña; la creación del Consejo de Justicia de Cataluña; el nuevo sistema de financiación; y el blindaje de las competencias de la Generalidad.
El 3 de diciembre el PP convocó una concentración en la Puerta del Sol de Madrid en la que su líder Mariano Rajoy pronunció un discurso en el que las frases «No formamos una nación de naciones» y «No hay más que una nación, la española» fueron las más aplaudidas, y vitoreadas con gritos de «¡España, España!», por las decenas de miles de personas asistentes al mitin (200.000 según la Comunidad de Madrid).

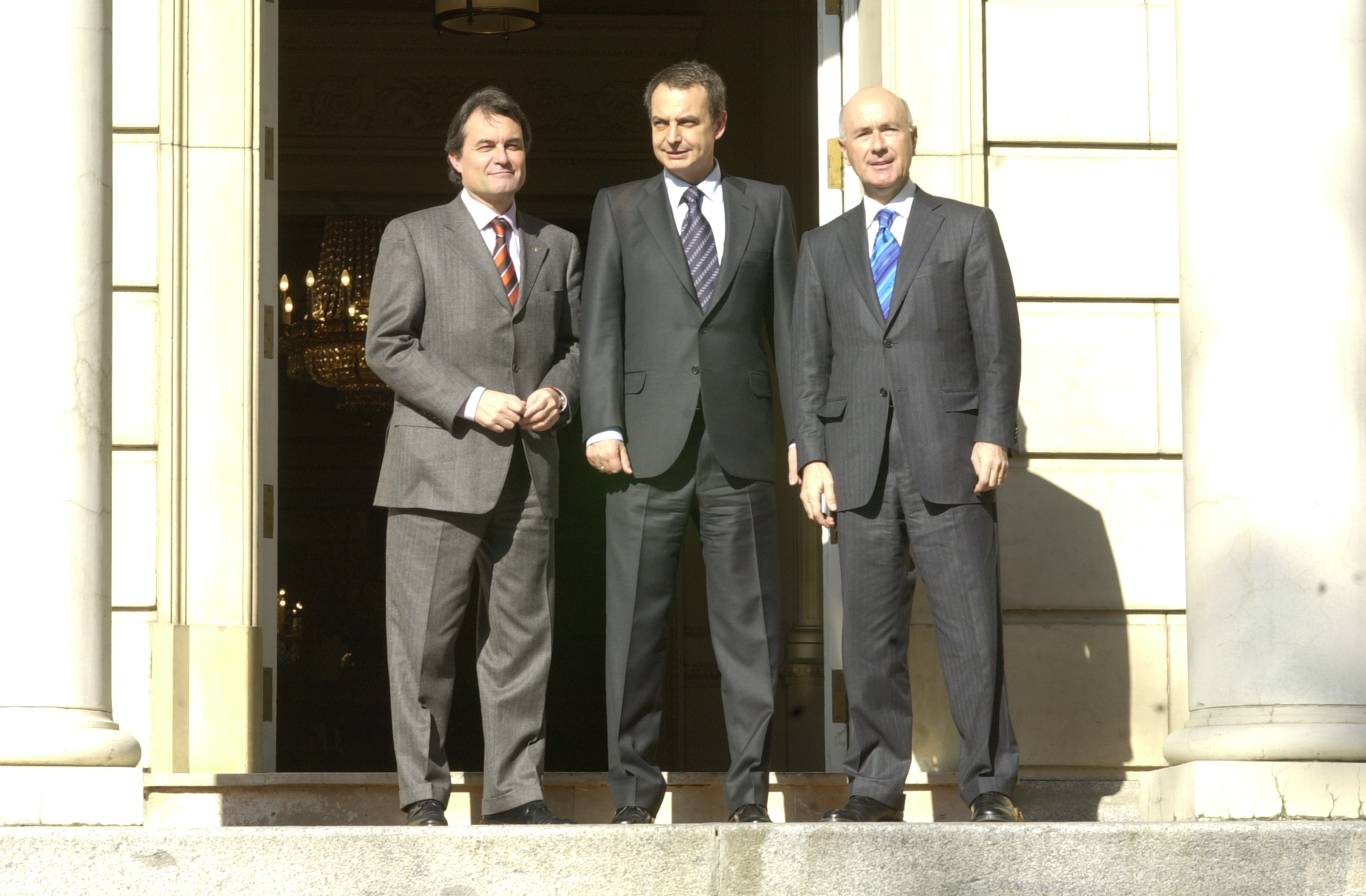

La tensión política y social que estaba provocando el Estatuto fuera de Cataluña también alcanzó al partido del gobierno, el PSOE, y así en la mañana del sábado 21 de enero de 2006 el comité federal del PSOE instó a su secretario general y presidente del gobierno José Luis Rodríguez Zapatero a que cerrara de una vez el debate sobre el Estatuto o que liquidara el proceso. Por la tarde de ese mismo día Zapatero convocó en el palacio de La Moncloa al líder de CiU Artur Mas y después de seis horas de debate, al filo de la medianoche, alcanzaron un acuerdo sobre dos de los temas más conflictivos: la definición «Cataluña es una nación» y la financiación. En cuanto a la primera cuestión, pactaron sacar del articulado la proclamación de Cataluña como «nación» y llevarla al preámbulo donde no tendría fuerza jurídica, mientras que el artículo 1 seguiría definiendo a Cataluña como una «nacionalidad». La segunda cuestión, la de la financiación, fue resuelta mediante el aumento de la participación de la Generalidad en los impuestos del Estado (del 33% al 50% del IRPF; del 40% al 58% de los impuestos especiales; y del 35% al 50% del IVA), aunque serían recaudados por la Agencia Tributaria Estatal, además del compromiso del Gobierno de invertir en Cataluña una cantidad equivalente al peso de la economía catalana en el conjunto de España (el 18,5% del PIB), y de que Cataluña no perdería posiciones en la clasificación de las comunidades autónomas por renta per cápita a causa de sus aportaciones al fondo de solidaridad interterritorial (el llamado principio de ordinalidad que se aplica en los Estados federales, como Alemania[cita requerida]).
Al día siguiente, domingo 22 de enero, Zapatero almorzó en La Moncloa con los líderes de Esquerra Republicana de Cataluña Josep Lluís Carod Rovira y Joan Puigcercós para intentar convencerles de que se sumaran al acuerdo alcanzado con Mas, pero no lo consiguió. Los dos líderes independentistas insistieron en que la definición «Cataluña es una nación» debía figurar en el articulado y en que el nuevo sistema de financiación debía concretarse en cifras.
El acuerdo Mas-Zapatero agilizó la tramitación del proyecto en la Comisión Constitucional del Congreso de los Diputados, en la que participaba una delegación del Parlamento de Cataluña, y el 30 de marzo de 2006 el pleno aprobó el proyecto con los votos a favor del PSOE, CiU e ICV (al que se sumaron Izquierda Unida (España), Partido Nacionalista Vasco, Coalición Canaria y Bloque Nacionalista Galego), y el voto en contra, aunque por razones opuestas, del Partido Popular y de Esquerra Republicana de Cataluña (al que se sumó Eusko Alkartasuna; Nafarroa Bai y Chunta Aragonesista se abstuvieron). El 10 de mayo el proyecto llegaba al Senado que lo aprobó sin ninguna modificación. En esta Cámara el PP volvió a votar en contra, pero en esta ocasión ERC se abstuvo. ERC argumentó su abstención en que, aunque estaba en profundo desacuerdo con el proyecto estatutario, quería dar la palabra a los catalanes para que decidieran sobre él, ya que la ajustada aritmética parlamentaria hacía que un voto negativo de ERC en el Senado tumbase todo el proyecto de ley orgánica.

### Crisis del «tripartito», referéndum, renuncia de Maragall, recurso de inconstitucionalidad del PP, elecciones catalanas y reedición del «tripartito» (mayo-noviembre de 2006)
El 11 de mayo de 2006, como consecuencia de la falta de apoyo de ERC al Estatuto aprobado por el Congreso de Diputados, fueron «expulsados» del gobierno «tripartito» de Cataluña los seis consellers republicanos. Sus puestos fueron asumidos por miembros del PSC.
El domingo 18 de junio de 2006 se celebró en Cataluña el referéndum sobre el Estatuto en el que ganó el SÍ, defendido por el PSC e ICV, con un 73,90% de los votos, mientras que el NO, apoyado por ERC y el PP, se quedó en el 20,76%, aunque la abstención fue del 50,59% (hubo un 5,3% de votos en blanco). Tras conocerse los resultados el presidente de la Generalidad Pasqual Maragall, después de afirmar «Queridos catalanes: tenemos Estatuto», instó a ERC y al PP a «sumarse al consenso» para desarrollar el Estatuto. El líder de ERC Josep Lluís Carod Rovira acató el «veredicto del pueblo catalán», pero señaló que la aprobación del nuevo Estatuto no significaba que «se ponga fin a las aspiraciones nacionales de Cataluña», mientras que el líder del PP Mariano Rajoy consideró el resultado del referéndum como un «fracaso» del «proyecto personal de Zapatero», como llamó al Estatuto, ya que «dos de cada tres catalanes no [lo] respaldan», añadiendo a continuación: «Lo que exige un mínimo de patriotismo y de sentido común es paralizar esta operación de liquidación de la nación española».
La aprobación del Estatuto se convirtió en una «amarga victoria» para Pasqual Maragall ya que pocos días después de la celebración del referéndum anunció que no volvería a ser el candidato socialista a la presidencia de la Generalidad en las próximas elecciones catalanas, al parecer presionado por su propio partido, el PSC. «Me marcho con los objetivos cumplidos y para dar paso a una nueva generación», declaró Maragall. Su sustituto iba a ser José Montilla, primer secretario del PSC y ministro de Industria del gobierno de Rodríguez Zapatero.
El 31 de julio de 2006 el Partido Popular presentó ante el Tribunal Constitucional un recurso de inconstitucionalidad contra el nuevo Estatuto de Cataluña, en el que se recurrían 114 de los 223 artículos y 12 disposiciones del mismo. Tres días antes Mariano Rajoy había enumerado los ocho elementos principales de inconstitucionalidad que veía su partido en el Estatuto: que Cataluña sea una nación, ya que «desde el punto de vista constitucional, no hay más nación que la nación española, titular de la soberanía», y a esa nación «no pueden equipararse las nacionalidades y regiones que integran su indisoluble unidad» y cuyos estatutos son «un poder derivado de la Constitución»; el trato «privilegiado» a la lengua catalana derivado de considerar su conocimiento como un deber y de «la consideración exclusiva del catalán como lengua de la enseñanza», lo que por otro lado, va en contra «del derecho de los padres a elegir la lengua en la que quieren que estudien sus hijos»; que haya «derechos y deberes distintos» para los catalanes que para el resto de los españoles, porque ello «va en contra de la igualdad de todos los españoles»; el Poder Judicial para Cataluña, porque «rompe con la unidad judicial de España»; la distribución de competencias entre Cataluña y el Estado; el principio de bilateralidad «que privilegia a Cataluña y sienta las bases de un modelo confederal asimétrico» y supone «una desigualdad inadmisible en la Constitución»; las relaciones internacionales de Cataluña, y su sistema de financiación propio cuando este debe pactarse entre todas las autonomías.
Las reacciones críticas de los partidos catalanes a la presentación del recurso fueron inmediatas. El PSC acusó al PP de actuar con «falta de respeto hacia los catalanes» que habían aprobado el nuevo Estatuto en referéndum y de «menospreciar» la idea de la «España plural». Por su parte ERC advirtió que si el Tribunal Constitucional aprobaba el recurso, el nuevo Estatuto «quedará todavía más lejos de satisfacer las necesidades de Cataluña y evidenciará que es necesario otro marco constitucional que respete nuestros derechos». CiU calificó la iniciativa del PP como «agresión contra Cataluña», aunque reconoció que era una decisión «legítima y respetable», mientras que ICV vaticinó un fracaso del Partido Popular en las próximas elecciones catalanas.
El 5 de noviembre de 2006 se celebraron las elecciones al Parlamento de Cataluña, cuyo resultado fue muy similar al de las de 2003. De nuevo CiU era el partido más votado (obtenía 48 escaños, dos más que en 2003), pero el PSC, ERC y ICV-EUiA revalidaban la mayoría absoluta (37 diputados el PSC, 21 ERC y 12 ICV-EUiA) por lo que podrían reeditar el gobierno «tripartito» bajo la presidencia del socialista José Montilla, y con el republicano independentista Josep Lluís Carod Rovira de vicepresidente. La única novedad fue la entrada en el Parlamento catalán con tres diputados del nuevo partido Ciutadans, que como el PP (14 diputados) se oponía frontalmente al nuevo Estatuto. El 24 de noviembre Montilla era investido por el Parlament como nuevo presidente de la Generalidad por 70 votos a favor y 65 en contra. En el discurso que pronunció a continuación, Montilla ofreció a la oposición (CiU, PP y Ciutadans) un pacto para desarrollar el Estatuto y otros grandes temas «de país».

## Contenido

### Preámbulo
Algunos medios señalaron que en el preámbulo del Estatuto redactado por el Parlamento de Cataluña se reivindicaba de forma implícita el derecho de autodeterminación de Cataluña y que en el recorrido histórico que aparecía en él se hacía referencia a la pérdida de las «libertades nacionales» en 1714, a la creación de la Mancomunidad de Cataluña en 1914 y a los Estatutos de Autonomía de 1932 y 1979, pero no a las Constituciones españolas de las cuales derivaban la Mancomunitat y los dos estatutos, es decir las Constituciones de 1876, 1931 y 1978, respectivamente. También se destacaba que el preámbulo era la única parte del Estatuto en la que se hacía referencia a España (tres veces), sin recurrir a los términos «Estado» o «Estado español», como se hacía en el articulado (excepto las dos veces que se mencionaba a España para referirse a las relaciones internacionales de la Generalidad); pero aun en ese caso las menciones a España se hacían para destacar su «pluralidad» (relación de Cataluña «con los pueblos de España»; «Cataluña considera que España es un Estado plurinacional»; Cataluña «convive fraternalmente con los pueblos de España»).
Durante su tramitación en el Congreso de los Diputados el preámbulo fue completamente modificado (y reducido), cambiándose, entre otras, la afirmación de que «Cataluña considera que España es un Estado plurinacional» por la de «un Estado que reconoce y respeta la diversidad de identidades de los pueblos de España» y suprimiéndose la frase «la vocación y el derecho de Cataluña a determinar libremente su futuro como pueblo». Además se subrayó que «el autogobierno de Cataluña se fundamenta en la Constitución» y que los «derechos históricos del pueblo catalán» se enmarcan en esta. Por último, el término «nación» quedó reducido al texto pactado entre el Rodríguez Zapatero y Artur Mas para sacar del articulado la afirmación «Cataluña es una nación»: «El Parlamento de Cataluña, recogiendo el sentimiento y la voluntad de la ciudadanía de Cataluña, ha definido, de forma ampliamente mayoritaria a Cataluña como nación. La Constitución española, en su artículo segundo, reconoce la realidad nacional de Cataluña como una nacionalidad».
A continuación se reproducen los dos preámbulos señalando en negrita los cambios introducidos por las Cortes Generales:

Propuesta aprobada por el Parlamento de Cataluña en 2005
Redacción final aprobada por las Cortes Generales en 2006

La nación catalana ha ido construyéndose a lo largo del tiempo con las aportaciones de energías de muchas generaciones, de muchas tradiciones y culturas, que han encontrado en ella una tierra de acogida. Cataluña ha definido una lengua y una cultura, ha modelado un paisaje, ha acogido también otras lenguas y otras manifestaciones culturales, se ha abierto siempre al intercambio generoso, ha construido un sistema de derechos y libertades, se ha dotado de leyes propias y ha desarrollado un marco de convivencia solidario que aspira a la justicia social.

Este Estatuto sigue la tradición de las Constitucions i altres drets de Catalunya, que históricamente habían significado la articulación política y social de los catalanes y las catalanas.

Desde 1714, han sido varios los intentos de recuperación de nuestras instituciones de autogobierno. En este itinerario histórico constituyen hitos destacados, entre otros, la Mancomunidad de 1914, la recuperación de la Generalitat y el Estatuto de 1932 y el de 1979, en los cuales se establecía que Cataluña quería ejercer, entonces como ahora, su derecho inalienable al autogobierno. 

Es en este sentido que el Estatuto es depositario de una memoria y guarda el recuerdo de todos los que han luchado y de los fueron exiliados o incluso de los que murieron por el reconocimiento de los derechos nacionales de Cataluña y los derechos sociales de los catalanes. 

Pero tanto o más que la memoria mueve este Estatuto la aspiración, el proyecto y el sueño de una Cataluña sin ningún tipo de obstáculo a la libre y plena interdependencia que una nación necesita hoy. 

La vocación y el derecho de los ciudadanos de Cataluña de determinar libremente su futuro como pueblo, que el Parlamento de Cataluña ha expresado reiteradamente, se corresponde con la afirmación nacional que históricamente representó la institución de la Generalitat, vigente hasta el siglo XVIII y después recuperada i mantenida sin interrupción como máxima expresión de los derechos históricos de que dispone Cataluña y que este Estatuto incorpora y actualiza. 

Hoy Cataluña, en su propio proceso de construcción nacional, expresa su voluntad de ser y de continuar avanzando en el reconocimiento de su identidad colectiva y en el perfeccionamiento y la ampliación del autogobierno per medio de este nuevo Estatuto. 

De esta forma, este Estatuto define las instituciones de la nación catalana y sus relaciones con los pueblos de España en un marco de libre solidaridad con las nacionalidades y regiones que la conforman, compatible con el desarrollo de un Estado plurinacional.

De la misma forma, se establecen los vínculos de relación con Europa, donde todas las comunidades nacionales tienen que participar de forma corresponsable en la instituciones de gobierno y legislativas para contribuir así a la construcción europea. 

Este Estatuto se configura como el de Cataluña y el de Arán, dado que los ciudadanos de Cataluña y sus instituciones políticas reconocen Arán como una realidad nacional con entidad propia. 

Cataluña quiere avanzar, por medio de este Estatuto, hacia una democracia de más calidad basada en un equilibrio de derechos y deberes y en la participación ciudadana. Este principio orienta la acción de los poderes públicos, que están al servicio del interés general y de los derechos de los ciudadanos, como los derechos al bienestar, a la calidad de vida, a vivir en paz, a disfrutar de unos servicios públicos eficientes y de calidad y a la protección del medio ambiente, a disponer de un sistema de prestaciones universales que favorezca la igualdad y la cohesión social, y la creación de riqueza y de pleno empleo y de calidad, con un compromiso permanente de lucha contra las desigualdades, las discriminaciones, las injusticias y la pobreza. 

Estos derechos se ejercen conjuntamente con la responsabilidad individual y el deber cívico de implicarse en el proyecto colectivo, en la construcción compartida de la sociedad que se quiere alcanzar, organizada a partir del principio de proximidad por medio de los ayuntamientos, las comarcas y las veguerías, que integran el sistema institucional de la Generalitat. 

El autogobierno de Cataluña se inscribe, pues, en estos valores y objetivos, que desarrolla en el ámbito de Cataluña y que promueve en el ámbito español y europeo, especialmente la defensa de la pluralidad de lenguas y culturas, a la que Cataluña aporta el catalán como lengua propia y común de toda la ciudadanía independientemente de su lengua de origen y de uso habitual. 

Este es un Estatuto de personas libres para personas libres. La libertad política que se alcance como país nunca tendrá que ir en contra de las libertades individuales de los ciudadanos de Cataluña, porque sólo es libre de verdad un país donde cada uno pueda vivir y expresar identidades diversas, sin ninguna relación de jerarquía o de dependencia entre ellas. 

Es por todo ello que este Estatuto establece que: 

Primero. Cataluña es una nación. 

Segundo. La Generalitat restablecida en 1931 nunca ha dejado de existir, en tierra propia o en el exilio, gracias a la tenacidad de nuestro pueblo y a la fidelidad de sus dirigentes. 

Tercero. Cataluña, afirmando sus derechos históricos, ha desarrollado y tiene una posición singular referida a la lengua, la cultura, el derecho civil y la organización territorial. 

Cuarto. Cataluña es un país rico en territorio y gentes, una diversidad que la define y la enriquece desde hace siglos y la fortalece para los tiempos venideros. 

Quinto. Cataluña considera que España es un Estado plurinacional. 

Sexto. Cataluña convive fraternalmente con los pueblos de España y también es solidaria con el resto del mundo. 

Séptimo. El derecho catalán es aplicable de manera preferente. 

Octavo. La tradición política democrática de Cataluña ha subrayado siempre la importancia de los derechos y de los deberes, del saber, de la educación, de la cohesión social y de la igualdad de derechos, y hoy, en especial, de la igualdad entre mujeres y hombres. 

Noveno. El acceso a los sistemas universales de comunicación, transporte, innovación, investigación y tecnología, y también el desarrollo sostenible tienen que ser decisivos para los catalanes. 

Décimo. Cataluña, por medio del Estado, pertenece a la Unión Europea, comparte los valores y el modelo de bienestar y de progreso europeos y ofrece su amistad y colaboración a las comunidades y las regiones vecinas con el fin de formar, desde el Mediterráneo, una euroregión útil para el progreso de los intereses comunes en el marco de sus competencias. 

Por fidelidad a estos principios y para hacer realidad el derecho inalienable de Cataluña al autogobierno, los parlamentarios catalanes proponen:
Cataluña ha ido construyéndose a lo largo del tiempo con las aportaciones de energías de muchas generaciones, de muchas tradiciones y culturas, que han encontrado en ella una tierra de acogida. 

El pueblo de Cataluña ha mantenido a lo largo de los siglos una vocación constante de autogobierno, encarnada en instituciones propias como la Generalitat -que fue creada en 1359 en las Cortes de Cervera- y en un ordenamiento jurídico específico recogido, entre otras recopilaciones de normas, en las «Constitucions i altres drets de Catalunya». Después de 1714, han sido varios los intentos de recuperación de las instituciones de autogobierno. En este itinerario histórico constituyen hitos destacados, entre otros, la Mancomunidad de 1914, la recuperación de la Generalitat con el Estatuto de 1932, su restablecimiento en 1977 y el Estatuto de 1979, nacido con la democracia, la Constitución de 1978 y el Estado de las autonomías. 

La libertad colectiva de Cataluña encuentra en las instituciones de la Generalitat el nexo con una historia de afirmación y respeto de los derechos fundamentales y de las libertades públicas de la persona y de los pueblos; historia que los hombres y mujeres de Cataluña quieren proseguir con el fin de hacer posible la construcción de una sociedad democrática y avanzada, de bienestar y progreso, solidaria con el conjunto de España e incardinada en Europa. 

El pueblo catalán sigue proclamando hoy como valores superiores de su vida colectiva la libertad, la justicia y la igualdad, y manifiesta su voluntad de avanzar por una vía de progreso que asegure una calidad de vida digna para todos los que viven y trabajan en Cataluña. 

Los poderes públicos están al servicio del interés general y de los derechos de la ciudadanía, con respeto al principio de subsidiariedad.

Es por todo ello que, siguiendo el espíritu del Preámbulo del Estatut de 1979, el presente Estatuto asume que: 

Cataluña es un país rico en territorios y gentes, una diversidad que la define y la enriquece desde hace siglos y la fortalece para los tiempos venideros. 

Cataluña es una comunidad de personas libres para personas libres donde cada uno puede vivir y expresar identidades diversas, con un decidido compromiso comunitario basado en el respeto a la dignidad de todas y cada una de las personas. 

La aportación de todos los ciudadanos y ciudadanas ha configurado una sociedad integradora, con el esfuerzo como valor y con capacidad innovadora y emprendedora, valores que siguen impulsando su progreso. 

El autogobierno de Cataluña se fundamenta en la Constitución, así como en los derechos históricos del pueblo catalán que, en el marco de aquélla, dan origen en este Estatuto al reconocimiento de una posición singular de la Generalitat. Cataluña quiere desarrollar su personalidad política en el marco de un Estado que reconoce y respeta la diversidad de identidades de los pueblos de España. 

La tradición cívica y asociativa de Cataluña ha subrayado siempre la importancia de la lengua y la cultura catalanas, de los derechos y de los deberes, del saber, de la formación, de la cohesión social, del desarrollo sostenible y de la igualdad de derechos, hoy, en especial, de la igualdad entre mujeres y hombres.

Cataluña, a través del Estado, participa en la construcción del proyecto político de la Unión Europea, cuyos valores y objetivos comparte. 

Cataluña, desde su tradición humanista, afirma su compromiso con todos los pueblos para construir un orden mundial pacífico y justo. 

El Parlamento de Cataluña, recogiendo el sentimiento y la voluntad de la ciudadanía de Cataluña, ha definido de forma ampliamente mayoritaria a Cataluña como nación. La Constitución Española, en su artículo segundo, reconoce la realidad nacional de Cataluña como nacionalidad. 

En ejercicio del derecho inalienable de Cataluña al autogobierno, los Parlamentarios catalanes proponen, la Comisión Constitucional del Congreso de los Diputados acuerda, las Cortes Generales aprueban y el pueblo de Cataluña ratifica el presente Estatuto.

### Título preliminar
El sentido del Título preliminar lo explicó Joan Saura, conseller de Relaciones Institucionales y Participación y líder de ICV, uno de los tres partidos coaligados en el gobierno «tripartito», en un artículo que publicó en el diario El País el 13 de mayo de 2005 con el título «¿Qué quiere Cataluña?»:

El Estatuto debe ser también un paso adelante en la protección de los elementos propios de la identidad nacional de Cataluña. Tenemos un amplio acuerdo en definir Cataluña como nación, con la única excepción del PP, y el derecho a utilizar y el deber de conocer la lengua catalana, tal como establece la Constitución para el castellano. El deber no implica la obligatoriedad de hablar el catalán, sino que equipara la protección jurídica de la lengua catalana a la del castellano.

Sin duda, el tema más polémico del Título Preliminar fue la afirmación del artículo 1.1.: «Cataluña es una nación». Ya durante la tramitación en el Parlamento Catalán, los partidos que apoyaban esta redacción pidieron al Consejo Consultivo de la Generalidad de Cataluña un dictamen, y este organismo entendió que los términos «nación» y «nacionalidad» (este último recogido en la Constitución) eran «idénticos e intercambiables», por lo que no veía impedimento para que figurara en el articulado, pero siempre que la definición de «nación» no se relacionara con la «atribución de soberanía», porque entonces chocaría con el artículo 2 de la Constitución que sólo reconoce una única nación, la «nación española». Otro tema muy polémico del Título Preliminar fue el «deber» de conocer el catalán que establecía el artículo 6.
Este Título también fue modificado durante su tramitación en el Congreso de los Diputados. La afirmación del artículo 1 «Cataluña es una nación» fue suprimida (y llevada al preámbulo con otra redacción). En el artículo 5 se reconocieron los «derechos históricos» sólo «en relación con el derecho civil, la lengua, la cultura, la protección de éstas en el ámbito educativo y el sistema institucional», lo que quedó reforzado con la supresión de la disposición adicional primera que decía que el «pueblo catalán» no renunciaba «a los derechos que, como tal, le corresponden en virtud de su historia, que pueden ser actualizados de acuerdo con lo establecido por la disposición adicional primera de la Constitución». En el artículo 6 la afirmación «el catalán es la lengua oficial de Cataluña» fue puntualizada con el inciso «también lo es el castellano» y la de que «todas las personas en Cataluña tienen el derecho de utilizar y el derecho y el deber de conocer las dos lenguas oficiales» fue modificada por «todas las personas tienen derecho a utilizar las dos lenguas oficiales» y los ciudadanos «tienen el derecho y el deber de conocerlas», añadiendo a continuación que no puede haber discriminación «por el uso de una u otra lengua». Por último, el título del artículo 8 «Símbolos nacionales» fue cambiado por el de «Símbolos de Cataluña», aunque la expresión «símbolos nacionales» se mantuvo en el artículo, pero después de recalcar que Cataluña había sido «definida como nacionalidad en el artículo 1», no como «nación».
En el Título preliminar, que consta de 14 artículos, las Cortes Generales introdujeron los siguientes cambios al proyecto aprobado por el Parlamento de Cataluña (en negrita los cambios;tachado, el inciso del artículo 5 declarado inconstitucional en la sentencia del Tribunal Constitucional sobre el Estatuto de Autonomía de Cataluña de 2006):

Propuesta aprobada por el Parlamento de Cataluña en 2005
Redacción final aprobada por las Cortes Generales en 2006

Artículo 1. La Nación Catalana.

1.Cataluña es una nación. 

2.Cataluña ejerce su autogobierno por medio de instituciones propias, constituida como comunidad autónoma de acuerdo con la Constitución y este Estatuto.
Artículo 1. Cataluña. 

Cataluña, como nacionalidad, ejerce su autogobierno constituida en Comunidad Autónoma de acuerdo con la Constitución y con el presente Estatuto, que es su norma institucional básica.

Artículo 3. Marco político. 

1. Las relaciones de la Generalitat con el Estado se fundamentan en el principio de la lealtad institucional mutua y se rigen por el principio general según el cual la Generalitat es Estado, por el principio de autonomía, por el principio de plurinacionalidad del Estado y por el de bilateralidad, sin excluir el uso de mecanismos de participación multilateral. 

2. Cataluña tiene en la Unión Europea su espacio político y geográfico de referencia e incorpora los valores, los principios y las obligaciones que derivan del hecho de formar parte de los mismos.
Artículo 3. Marco político. 

1. Las relaciones de la Generalitat con el Estado se fundamentan en el principio de la lealtad institucional mutua y se rigen por el principio general según el cual la Generalitat es Estado, por el principio de autonomía, por el de bilateralidad y también por el de multilateralidad. 

2. Cataluña tiene en el Estado español y en la Unión Europea su espacio político y geográfico de referencia e incorpora los valores, los principios y las obligaciones que derivan del hecho de formar parte de los mismos.

Artículo 5. Los derechos históricos. 

El autogobierno de Cataluña como nación se fundamenta también en los derechos históricos del pueblo catalán, en sus instituciones seculares y en la tradición jurídica catalana, que este Estatuto incorpora y actualiza al amparo del artículo 2, la disposición transitoria segunda y otras disposiciones de la Constitución, preceptos de los que deriva el reconocimiento de una posición singular de la Generalitat en relación con el derecho civil, la lengua, la educación, la cultura, y el sistema institucional en que se organiza la Generalitat.
Artículo 5. Los derechos históricos.

El autogobierno de Cataluña se fundamenta también en los derechos históricos del pueblo catalán, en sus instituciones seculares y en la tradición jurídica catalana, que el presente Estatuto incorpora y actualiza al amparo del artículo 2, la disposición transitoria segunda y otros preceptos de la Constitución, de los que deriva el reconocimiento de una posición singular de la Generalitat en relación con el derecho civil, la lengua, la cultura, la proyección de éstas en el ámbito educativo, y el sistema institucional en que se organiza la Generalitat.

Artículo 6. La lengua propia y las lenguas oficiales. 

1. La lengua propia de Cataluña es el catalán. Como tal, el catalán es la lengua de uso normal y preferente de las Administraciones públicas y de los medios de comunicación públicos de Cataluña, y es también la lengua normalmente utilizada como vehicular y de aprendizaje en la enseñanza. 

2. El catalán es la lengua oficial de Cataluña. También lo es el castellano, que es la lengua oficial del Estado español. Todas las personas en Cataluña tienen derecho a utilizar y el derecho y el deber de conocer las dos lenguas oficiales. Los poderes públicos de Cataluña deben establecer las medidas necesarias para facilitar el ejercicio de estos derechos y el cumplimiento de este deber. 

5. La lengua occitana, denominada aranés en Arán, es la lengua propia y oficial de este territorio y es también oficial en Cataluña, de acuerdo con lo establecido por el presente Estatuto y las leyes de normalización lingüística.
Artículo 6. La lengua propia y las lenguas oficiales. 

1. La lengua propia de Cataluña es el catalán. Como tal, el catalán es la lengua de uso normal y preferente de las Administraciones públicas y de los medios de comunicación públicos de Cataluña, y es también la lengua normalmente utilizada como vehicular y de aprendizaje en la enseñanza. 

2. El catalán es la lengua oficial de Cataluña. También lo es el castellano, que es la lengua oficial del Estado español. Todas las personas tienen derecho a utilizar las dos lenguas oficiales y los ciudadanos de Cataluña el derecho y el deber de conocerlas. Los poderes públicos de Cataluña deben establecer las medidas necesarias para facilitar el ejercicio de estos derechos y el cumplimiento de este deber. De acuerdo con lo dispuesto en el artículo 32, no puede haber discriminación por el uso de una u otra lengua. 

5. La lengua occitana, denominada aranés en Arán, es la lengua propia de este territorio y es oficial en Cataluña, de acuerdo con lo establecido por el presente Estatuto y las leyes de normalización lingüística.

Artículo 7. La condición política de catalanes. 

1. Gozan de la condición política de catalanes los ciudadanos del Estado que tienen vecindad administrativa en Cataluña. Sus derechos políticos se ejercen de acuerdo con el presente Estatuto y las leyes.
Artículo 7. La condición política de catalanes. 

1. Gozan de la condición política de catalanes o ciudadanos de Cataluña los ciudadanos españoles que tienen vecindad administrativa en Cataluña. Sus derechos políticos se ejercen de acuerdo con el presente Estatuto y las leyes.

Artículo 8. Símbolos nacionales

1. Son símbolos nacionales de Cataluña la bandera, la fiesta y el himno. 

3. La fiesta de Cataluña es la Diada del Once de Septiembre. 

Artículo 8. Símbolos de Cataluña. 

1. Cataluña, definida como nacionalidad en el artículo primero, tiene como símbolos nacionales la bandera, la fiesta y el himno. 

3. La fiesta de Cataluña es el Día Once de Septiembre.

### Título I. De derechos, deberes y principios rectores
Joan Saura también explicó en el artículo citado por qué se incluía una declaración de derechos, de deberes y de principios rectores:

El nuevo Estatuto no es sólo un pacto entre el Estado y la Generalitat, también es un acuerdo de la propia sociedad catalana para modernizar el país, del mismo modo que el Estatuto del 79, en un contexto muy diferente, fue un instrumento fundamental para la modernización de Cataluña. De ahí que el borrador del Estatuto incorpore derechos y deberes ciudadanos y principios rectores en participación ciudadana, educación, salud o sostenibilidad económica, entre otros derechos civiles y sociales. Si bien es cierto que la Constitución establece los derechos fundamentales, la Generalitat puede definir derechos y deberes en relación con las competencias que le son propias. El grado de implicación en el autogobierno depende en buena medida de que del nuevo Estatuto emanen políticas que sirvan para mejorar la calidad de vida de las personas que viven y trabajan en Cataluña.

La lista de derechos y deberes aprobada por el Parlamento de Cataluña presentaba algunas novedades respecto de la que aparece en la Constitución española de 1978. En el artículo 20 se reconocía el derecho de todas las personas a «vivir con dignidad el proceso de su muerte». En el 21 se decía que en las escuelas públicas «la enseñanza es laica», aunque se reconocía el derecho de los padres a que sus hijos recibieran «la formación religiosa y moral que vaya de acuerdo con sus convicciones». En otro artículo se reconocía el derecho de las familias en situación de pobreza a «una renta mínima garantizada de ciudadanía que les asegure los mínimos de una vida digna». En el 40 la obligación de los poderes públicos de garantizar la «protección jurídica, económica y social de las diversas modalidades de familia», y su derecho a «tener descendencia», así como «la igualdad de las diferentes uniones estables de pareja», con independencia de su orientación sexual. Otro artículo establecía el fomento de las políticas desde una «perspectiva de género», y otro el establecimiento de «un régimen de acogida para las personas inmigradas». Por último, en cuanto a los derechos lingüísticos, se reconocía la no discriminación por razones de lengua, y se hacía especial mención a la preservación de la «memoria histórica de Cataluña», «símbolo permanente de tolerancia y dignidad de los valores democráticos».
Este título fue uno de los que menos cambios sufrió durante su tramitación en el Congreso de los Diputados. El principal consistió en que la protección de todos los derechos incluidos en el nuevo texto solo obligará a las administraciones catalanas y no a la central. Así, el artículo 37.1, en su primera versión, afirmaba que «los derechos que reconocen los capítulos I, II y III vinculan todos los poderes públicos que actúan en Cataluña y, de acuerdo con la naturaleza de cada derecho, a los particulares», mientras que la redacción definitiva quedó de la siguiente forma: «Los derechos que reconocen los capítulos I, II y III vinculan a todos los poderes públicos de Cataluña y, de acuerdo con la naturaleza de cada derecho, a los particulares». Por otro lado Unió Democràtica de Catalunya consiguió que junto al reconocimiento del derecho de la mujer «al propio cuerpo» o del derecho a una muerte digna se añadiera: «Los derechos que este Estatuto reconoce a los ciudadanos de Cataluña pueden extenderse a otras personas, en los términos que establecen las leyes».
Este Título está formado por los capítulos I (Derechos y deberes en los ámbitos civil y social; artículos del 15 al 28), II (Derechos en los ámbitos político y administrativo; artículos 29 al 31), III (Derechos y deberes lingüísticos; artículos del 32 al 36), IV (Garantía de los Derechos estatutarios; artículos del 37 al 38) y V (Principios rectores; artículos del 39 al 54). Los cambios introducidos por las Cortes Generales en el proyecto presentado por el Parlamento de Cataluña fueron los siguientes (en negrita los cambios):

Propuesta aprobada por el Parlamento de Cataluña en 2005
Redacción final aprobada por las Cortes Generales en 2006

Artículo 32. Derechos y deberes de conocimiento y uso de las lenguas.

Todas las personas tienen derecho a no ser discriminadas por razones lingüísticas. Los actos jurídicos realizados en cualquiera de las dos lenguas oficiales tienen, en cuanto a la lengua, plena validez y eficacia, sin que se pueda alegar desconocimiento.
Artículo 32. Derechos y deberes de conocimiento y uso de las lenguas.

Todas las personas tienen derecho a no ser discriminadas por razones lingüísticas. Los actos jurídicos realizados en cualquiera de las dos lenguas oficiales tienen, en cuanto a la lengua, plena validez y eficacia.

Artículo 33. Derechos lingüísticos ante las Administraciones públicas y las instituciones estatales.

3. Para garantizar el derecho de opción lingüística, los Jueces y los Magistrados, los Fiscales, los notarios, los registradores de la propiedad y mercantiles, los encargados del Registro Civil y el personal al servicio de la Administración de Justicia, para prestar sus servicios en Cataluña, deben acreditar, en la forma que establecen este Estatuto y las leyes, que tienen un nivel de conocimiento adecuado y suficiente de las lenguas oficiales, que los hace aptos para ejercer las funciones propias de su cargo o su puesto de trabajo. .

5. Los ciudadanos de Cataluña tienen el derecho a relacionarse por escrito en catalán con los órganos constitucionales y con los órganos jurisdiccionales de ámbito estatal, de acuerdo con el procedimiento establecido por la legislación correspondiente. Estas instituciones deben atender y deben tramitar los escritos presentados en catalán que y no podrán exigir a la persona interesada la traducción al castellano.
Artículo 33. Derechos lingüísticos ante las Administraciones públicas y las instituciones estatales.

3. Para garantizar el derecho de opción lingüística, los Jueces y los Magistrados, los Fiscales, los notarios, los registradores de la propiedad y mercantiles, los encargados del Registro Civil y el personal al servicio de la Administración de Justicia, para prestar sus servicios en Cataluña, deben acreditar, en la forma establecida en las leyes, que tienen un nivel de conocimiento adecuado y suficiente de las lenguas oficiales, que los hace aptos para ejercer las funciones propias de su cargo o su puesto de trabajo. .

5. Los ciudadanos de Cataluña tienen el derecho a relacionarse por escrito en catalán con los órganos constitucionales y con los órganos jurisdiccionales de ámbito estatal, de acuerdo con el procedimiento establecido por la legislación correspondiente. Estas instituciones deben atender y deben tramitar los escritos presentados en catalán que tendrán, en todo caso, plena eficacia jurídica.

Artículo 37. Garantías de los derechos estatutarios. Disposiciones generales. 

1. Los derechos reconocidos por los capítulos I, II y III del presente Título vinculan a todos los poderes públicos de Cataluña y, de acuerdo con la naturaleza de cada derecho, a los particulares. Las disposiciones dictadas por los poderes públicos de Cataluña deben respetar estos derechos y deben interpretarse y aplicarse en el sentido más favorable para su plena efectividad. 

4. Ninguna de las disposiciones de este Título puede ser desarrollada, aplicada o interpretada de forma que reduzca o limite los derechos fundamentales reconocidos por la Constitución y por los tratados y convenios internacionales ratificados por España.
Artículo 37. Garantías de los derechos estatutarios. Disposiciones generales. 

1. Los derechos reconocidos por los capítulos I, II y III del presente Título vinculan a todos los poderes públicos de Cataluña y, de acuerdo con la naturaleza de cada derecho, a los particulares. Las disposiciones dictadas por los poderes públicos de Cataluña deben respetar estos derechos y deben interpretarse y aplicarse en el sentido más favorable para su plena efectividad. 

Los derechos reconocidos en los artículos 32 y 33 vinculan también a la Administración General del Estado en Cataluña. 

4. Los derechos y principios del presente Título no supondrán una alteración del régimen de distribución de competencias, ni la creación de títulos competenciales nuevos o la modificación de los ya existentes. Ninguna de las disposiciones de este Título puede ser desarrollada, aplicada o interpretada de forma que reduzca o limite los derechos fundamentales reconocidos por la Constitución y por los tratados y convenios internacionales ratificados por España.

Artículo 38. Tutela. 

2. Los actos que vulneren los derechos reconocidos por los capítulos I, II y III del presente Título y por la Carta de los derechos y deberes de los ciudadanos de Cataluña serán objeto de recurso ante una sala de garantías estatutarias del Tribunal Superior de Justicia de Cataluña, en los términos y por medio del procedimiento que establece la Ley orgánica del poder judicial.
Artículo 38. Tutela. 

2. Los actos que vulneren los derechos reconocidos por los capítulos I, II y III del presente Título y por la Carta de los derechos y deberes de los ciudadanos de Cataluña serán objeto de recurso ante el Tribunal Superior de Justicia de Cataluña, de acuerdo con los procedimientos establecidos en las leyes.

Artículo 41. Perspectiva de género.

5. Los poderes públicos deben velar para que la libre decisión de la mujer sea determinante en todos los casos que puedan afectar a su dignidad, integridad y bienestar físico y mental, en particular en lo que concierne al propio cuerpo y a su salud reproductiva y sexual.
Artículo 41. Perspectiva de género.

5. Los poderes públicos, en el ámbito de sus competencias y en los supuestos previstos en la ley, deben velar para que la libre decisión de la mujer sea determinante en todos los casos que puedan afectar a su dignidad, integridad y bienestar físico y mental, en particular en lo que concierne al propio cuerpo y a su salud reproductiva y sexual.

Artículo 50. Fomento y difusión del catalán. 

4. Los poderes públicos deben promover que los datos que figuren en el etiquetado, en el embalaje y en las instrucciones de uso de los productos distribuidos en Cataluña consten al menos en catalán.
Artículo 50. Fomento y difusión del catalán. 

4. Los poderes públicos deben promover que los datos que figuren en el etiquetado, en el embalaje y en las instrucciones de uso de los productos distribuidos en Cataluña consten también en catalán.

Artículo 54. Memoria histórica. 

1. La Generalitat y los demás poderes públicos deben velar por el conocimiento y el mantenimiento de la memoria histórica de Cataluña como patrimonio colectivo que atestigua la resistencia y la lucha por las libertades democráticas y los derechos nacionales y sociales. A tal fin, deben adoptar las iniciativas institucionales necesarias para el reconocimiento y la rehabilitación de todos los ciudadanos que han sufrido persecución como consecuencia de la defensa de la democracia y el autogobierno de Cataluña.
Artículo 54. Memoria histórica. 

1. La Generalitat y los demás poderes públicos deben velar por el conocimiento y el mantenimiento de la memoria histórica de Cataluña como patrimonio colectivo que atestigua la resistencia y la lucha por los derechos y las libertades democráticas. A tal fin, deben adoptar las iniciativas institucionales necesarias para el reconocimiento y la rehabilitación de todos los ciudadanos que han sufrido persecución como consecuencia de la defensa de la democracia y el autogobierno de Cataluña.

### Título II. De las Instituciones
En este Título, como en el anterior, no se introdujeron prácticamente cambios durante la tramitación del proyecto en el Congreso de los Diputados. El principal fue la afirmación de que «el presidente o presidenta de la Generalitat es nombrado por el Rey», mientras que el texto acordado por el Parlamento de Cataluña, aunque mencionaba la misma fórmula, establecía a continuación que «la propuesta de nombramiento es refrendada por el presidente o presidenta del Parlamento y por el presidente o presidenta del Gobierno del Estado». En cuanto al estatuto personal del presidente de la Generalidad, se eliminó el apartado que sostenía que, «a los efectos de precedencias y protocolo en Cataluña, el presidente o presidenta de la Generalitat tiene la posición preeminente, inmediatamente después del Rey».
Este Título consta del capítulo I (El Parlamento; artículos del 55 al 66), II (El Presidente o Presidenta de la Generalitat; artículo del 67), III (El Gobierno y la Administración de la Generalitat; artículos del 68 al 72), IV (Relaciones entre el Parlamento y el Gobierno; artículos del 73 al 75), V (Otras instituciones de la Generalitat; artículos del 76 al 82), VI (El gobierno local; artículos del 83 al 93) y VII (La organización institucional propia de Arán; artículo 94). Los cambios introducidos por las Cortes Generales en el proyecto presentado por el Parlamento de Cataluña fueron los siguientes (en negrita los cambios; tachados el apartado 4 del artículo 76 y el inciso del artículo 78, declarados inconstitucionales por el Tribunal Constitucional en 2010):

Propuesta aprobada por el Parlamento de Cataluña en 2005
Redacción final aprobada por las Cortes Generales en 2006

Artículo 67. Elección, nombramiento, estatuto personal, cese y competencias. 

4. El Presidente o Presidenta de la Generalitat es nombrado por el Rey. La propuesta de nombramiento es firmada por el presidente o presidenta del Parlamento y por el presidente o presidenta del Gobierno del Estado. 

5. Una ley del Parlamento regula el estatuto personal del Presidente o Presidenta de la Generalitat. A los efectos de precedencias y protocolo en Cataluña, el Presidente o Presidenta de la Generalitat tiene la posición preeminente, inmediatamente después del rey.
Artículo 67. Elección, nombramiento, estatuto personal, cese y competencias.

4. El Presidente o Presidenta de la Generalitat es nombrado por el Rey. 

5. Una ley del Parlamento regula el estatuto personal del Presidente o Presidenta de la Generalitat. A los efectos de precedencias y protocolo en Cataluña, el Presidente o Presidenta de la Generalitat tiene la posición preeminente que le corresponde como representante de la Generalitat y del Estado en Cataluña.

Artículo 57. Estatuto de los Diputados. 

1. Los miembros del Parlamento son inviolables por los votos y las opiniones que emitan en el ejercicio de su cargo. Durante su mandato tendrán inmunidad y solo pueden ser detenidos en caso de flagrante delito. No pueden ser inculpados ni procesados sin la autorización del Parlamento.
Artículo 57. Estatuto de los Diputados. 

1. Los miembros del Parlamento son inviolables por los votos y las opiniones que emitan en el ejercicio de su cargo. Durante su mandato tendrán inmunidad a los efectos concretos de no poder ser detenidos salvo en caso de flagrante delito.

Artículo 76. El Consejo de Garantías Estatutarias. Funciones.
4. Los dictámenes del Consejo de Garantías Estatutarias tienen carácter vinculante con relación a los proyectos de ley y las proposiciones de ley del Parlamento que desarrollen o afecten a derechos reconocidos por el presente Estatuto.
Artículo 76. El Consejo de Garantías Estatutarias. Funciones
4. Los dictámenes del Consejo de Garantías Estatutarias tienen carácter vinculante con relación a los proyectos de ley y las proposiciones de ley del Parlamento que desarrollen o afecten a derechos reconocidos por el presente Estatuto.

Artículo 78. Funciones y relaciones con otras instituciones análogas. 

1. El Síndic de Greuges tiene la función de proteger y defender los derechos y las libertades reconocidos por la Constitución y el presente Estatuto. A tal fin supervisa, con carácter exclusivo, la actividad de la Administración de la Generalitat, la de los organismos públicos o privados vinculados o que dependen de la misma, la de las empresas privadas que gestionan servicios públicos o realizan actividades de interés general o universal o actividades equivalentes de forma concertada o indirecta y la de las demás personas con vínculo contractual con la Administración de la Generalitat y con las entidades públicas dependientes de ella. Asimismo supervisa la actividad de la Administración local de Cataluña y la de los organismos públicos o privados vinculados o que dependen de la misma. También puede extender su control a la Administración del Estado en Cataluña, en los términos que establezcan los acuerdos de cooperación con el Defensor del Pueblo.
Artículo 78. Funciones y relaciones con otras instituciones análogas. 

1. El Síndic de Greuges tiene la función de proteger y defender los derechos y las libertades reconocidos por la Constitución y el presente Estatuto. A tal fin supervisa, con carácter exclusivo, la actividad de la Administración de la Generalitat, la de los organismos públicos o privados vinculados o que dependen de la misma, la de las empresas privadas que gestionan servicios públicos o realizan actividades de interés general o universal o actividades equivalentes de forma concertada o indirecta y la de las demás personas con vínculo contractual con la Administración de la Generalitat y con las entidades públicas dependientes de ella. También supervisa la actividad de la Administración local de Cataluña y la de los organismos públicos o privados vinculados o que dependen de la misma. 

2. El Síndic de Greuges y el Defensor del Pueblo colaboran en el ejercicio de sus funciones.

Artículo 91. El Consejo de veguería. 

3. Los Consejos de veguería sustituyen a las Diputaciones. La creación, modificación y supresión, así como el desarrollo del régimen jurídico de las veguerías, se regulan por ley del Parlamento.
Artículo 91. El Consejo de veguería. 

3. Los Consejos de veguería sustituyen a las Diputaciones. 

4. La creación, modificación y supresión, así como el desarrollo del régimen jurídico de las veguerías, se regulan por ley del Parlamento. La alteración, en su caso, de los límites provinciales se llevará a cabo conforme a lo previsto en el artículo 141.1 de la Constitución.

### Título III. Del poder judicial en Cataluña
En el discurso de investidura Pasqual Maragall propuso que el nuevo Estatuto incluyera

La reforma de la legislación sobre la Administración de Justicia para adaptar su estructura a la naturaleza compuesta del Estado, de forma que se atribuya al Tribunal de Cataluña, las funciones del Tribunal de Casación, para resolver en última instancia los recursos judiciales iniciados en el territorio de su jurisdicción; sin perjuicio, evidentemente, del recurso de unificación de doctrina, en virtud del cual un ciudadano de cualquier comunidad autónoma puede pedir la mejor justicia hecha en otra autonomía para su causa.

El proyecto aprobado por el Parlamento de Cataluña incluía como novedades principales, la determinación de que el Tribunal Superior de Justicia de Cataluña era la última instancia judicial en Cataluña, con la única salvedad de la unificación de doctrina que correspondía al Tribunal Supremo, y la creación del Consejo de Justicia de Cataluña como órgano de gobierno del poder judicial en Cataluña, asumiendo gran parte de las funciones del Consejo General del Poder Judicial. Otra novedad era la figura del fiscal superior de Cataluña, así como la obligatoriedad de que los jueces y fiscales con destino en Cataluña tengan un conocimiento adecuado del catalán. También se creaba un cuerpo propio de funcionarios al servicio de la administración de justicia de Cataluña.
En este Título también se incluía que para garantizar que no se produjera ninguna discriminación por razones lingüísticas y que los actos jurídicos realizados en cualquiera de los dos idiomas tuvieran plena validez, «sin que se pueda alegar desconocimiento» ni se exija la traducción de documentos, los jueces, fiscales, notarios, registradores y funcionarios judiciales destinados en Cataluña «han de acreditar que tienen un nivel de conocimiento adecuado y suficiente de las lenguas oficiales».
Este Título fue modificado en diversos puntos durante su tramitación en el Congreso de los Diputados. Aunque el Tribunal Superior de Justicia de Cataluña (TSJC) mantuvo la consideración de última instancia judicial en esta comunidad, perdió la competencia en derecho mercantil recogida en la propuesta inicial y la función de casación en materia de derecho estatal. También se mantuvo el Consejo de Justicia de Cataluña como órgano de gobierno del poder judicial y actuando como organismo desconcentrado del Consejo General del Poder Judicial, pero se le añadió el inciso de que esto será así «de acuerdo con lo previsto en la Ley Orgánica del Poder Judicial». Asimismo su composición se determinará por una ley orgánica, aunque sí se mantuvo que sus miembros serán nombrados por el Parlamento catalán. También fue modificada la forma de nombrar al presidente del TSJC, que lo será también del Consejo de Justicia, ya que este órgano solo «participará» en su designación, mientras que en el proyecto inicial era nombrado a partir de una terna del Consejo. Lo mismo ocurrió con el fiscal jefe de Cataluña que se designará con arreglo al Estatuto del ministerio fiscal, mientras que en el texto inicial surgía de la terna que proponía el Gobierno catalán. También se suprimió la previsión de que las funciones del fiscal jefe puedan ampliarse con una ley del Parlamento catalán, aunque el texto final prevé la posibilidad de que la Generalidad «podrá celebrar convenios» con la fiscalía.
Otro cambio importante se refirió al «requisito» del conocimiento del catalán por parte de jueces y fiscales. Se mantuvo la redacción inicial de que, en ambos casos, «deben acreditar un conocimiento adecuado y suficiente» para hacer efectivos los derechos lingüísticos de los ciudadanos, pero se suprimió la frase que convertía ese conocimiento en «un requisito», a la hora de obtener una plaza en los concursos de traslado, por la de «se valorará». En el caso de los secretarios judiciales, se suprimió la mención expresa a ese conocimiento suficiente de la lengua en el texto inicial, quedando diluida en la de «todo el personal al servicio de la administración de justicia».
El Título III consta del capítulo I (El Tribunal Superior de Justicia y el fiscal o la fiscal superior de Cataluña; artículos 95 al 96), II (El Consejo de Justicia de Cataluña; artículos 97 al 100), y III (Competencias de la Generalitat sobre la Administración de Justicia; artículos 101 al 109). Los cambios introducidos por las Cortes Generales al proyecto presentado por el Parlamento de Cataluña son los siguientes (en negrita los cambios; tachados los párrafos e incisos declarados inconstitucionales por el Tribunal Constitucional):

Propuesta aprobada por el Parlamento de Cataluña en 2005
Redacción final aprobada por las Cortes Generales en 2006

Artículo 95. El Tribunal Superior de Justicia de Cataluña. 

1. El Tribunal Superior de Justicia de Cataluña es el órgano jurisdiccional en que culmina la organización judicial en Cataluña y es competente, en los términos establecidos por la ley orgánica correspondiente, para conocer de los recursos y de los procedimientos en los distintos órdenes jurisdiccionales y para tutelar los derechos reconocidos por el presente Estatuto. En todo caso, el Tribunal Superior de Justicia de Cataluña es competente en los órdenes jurisdiccionales civil, penal, contencioso-administrativo, social y mercantil y en los otros que puedan crearse en el futuro. 

2. Las sucesivas instancias de procesos judiciales iniciados en Cataluña se agotan ante los tribunales situados en el territorio de Cataluña y, si procede, ante el Tribunal Superior de Justicia de Cataluña, incluso en sede de recurso extraordinario, sin perjuicio del recurso para la unificación de doctrina que establezca la ley de la competencia del Tribunal Supremo. 

3. Corresponde en exclusiva al Tribunal Superior de Justicia de Cataluña la unificación de la interpretación del derecho de Cataluña, y también la función de casación en materia de derecho estatal, salvo, en este último caso, de la competencia reservada al Tribunal Supremo para la unificación de doctrina. 

5. El Presidente o Presidenta del Tribunal Superior de Justicia de Cataluña es el representante del poder judicial en Cataluña. Es nombrado por el Rey, a propuesta del Consejo General del Poder Judicial, a propuesta de una terna presentada por el Consejo de Justicia de Cataluña entre magistrados con un mínimo de quince años de ejercicio, de los cuales cinco deben ser en Cataluña. El Presidente o Presidenta de la Generalitat ordena que se publique su nombramiento en el «Diari Oficial de la Generalitat de Catalunya».

6. Los Presidentes de Sala del Tribunal Superior de Justicia de Cataluña son nombrados a propuesta del Consejo General del Poder Judicial, a partir de las correspondientes ternas presentadas por el Consejo de Justicia de Cataluña.
Artículo 95. El Tribunal Superior de Justicia de Cataluña. 

1. El Tribunal Superior de Justicia de Cataluña es el órgano jurisdiccional en que culmina la organización judicial en Cataluña y es competente, en los términos establecidos por la ley orgánica correspondiente, para conocer de los recursos y de los procedimientos en los distintos órdenes jurisdiccionales y para tutelar los derechos reconocidos por el presente Estatuto. En todo caso, el Tribunal Superior de Justicia de Cataluña es competente en los órdenes jurisdiccionales civil, penal, contencioso-administrativo, social y en los otros que puedan crearse en el futuro. 

2. El Tribunal Superior de Justicia de Cataluña es la última instancia jurisdiccional de todos los procesos iniciados en Cataluña, así como de todos los recursos que se tramiten en su ámbito territorial, sea cual fuere el derecho invocado como aplicable, de acuerdo con la Ley Orgánica del Poder Judicial y sin perjuicio de la competencia reservada al Tribunal Supremo para la unificación de doctrina. La Ley Orgánica del Poder Judicial determinará el alcance y contenido de los indicados recursos. 

3. Corresponde en exclusiva al Tribunal Superior de Justicia de Cataluña la unificación de la interpretación del derecho de Cataluña. 

5. El Presidente o Presidenta del Tribunal Superior de Justicia de Cataluña es el representante del poder judicial en Cataluña. Es nombrado por el Rey, a propuesta del Consejo General del Poder Judicial y con la participación del Consejo de Justicia de Cataluña en los términos que determine la Ley Orgánica del Poder Judicial. El Presidente o Presidenta de la Generalitat ordena que se publique su nombramiento en el «Diari Oficial de la Generalitat de Catalunya».

6. Los Presidentes de Sala del Tribunal Superior de Justicia de Cataluña son nombrados a propuesta del Consejo General del Poder Judicial y con la participación del Consejo de Justicia de Cataluña en los términos que determine la Ley Orgánica del Poder Judicial.

Artículo 96. El Fiscal o la Fiscal Superior de Cataluña. 

1. El Fiscal o la Fiscal Superior de Cataluña es el Fiscal Jefe o la Fiscal Jefa del Tribunal Superior de Justicia de Cataluña representa al Ministerio Fiscal en Cataluña y representa al Ministerio Fiscal en Cataluña. 

2. El fiscal o la fiscal superior de Cataluña es designado por el Gobierno del Estado a partir de una terna propuesta por el Gobierno. 

4. Las funciones del Fiscal o la Fiscal Superior de Cataluña son las que establece el Estatuto orgánico del Ministerio Fiscal, las que determine una ley del Parlamento y las que le sean delegadas.
Artículo 96. El Fiscal o la Fiscal Superior de Cataluña. 

1. El Fiscal o la Fiscal Superior de Cataluña es el Fiscal Jefe o la Fiscal Jefa del Tribunal Superior de Justicia de Cataluña representa al Ministerio Fiscal en Cataluña, y será designado en los términos que establezca su estatuto orgánico. 

4. Las funciones del Fiscal o la Fiscal Superior de Cataluña son las que establece el Estatuto orgánico del Ministerio Fiscal. La Generalitat podrá celebrar convenios con el Ministerio Fiscal.

Artículo 97. El Consejo de Justicia de Cataluña. 

El Consejo de Justicia de Cataluña es el órgano de gobierno del poder judicial en Cataluña. Actúa como órgano desconcentrado del Consejo General del Poder Judicial, sin perjuicio de las competencias de este último.
Artículo 97. El Consejo de Justicia de Cataluña.
El Consejo de Justicia de Cataluña es el órgano de gobierno del poder judicial en Cataluña. Actúa como órgano desconcentrado del Consejo General del Poder Judicial, sin perjuicio de las competencias de este último, de acuerdo con lo previsto en la Ley Orgánica del Poder Judicial.

Artículo 98. Atribuciones. 

1. Las atribuciones del Consejo de Justicia de Cataluña son las que establecen el presente Estatuto, la Ley Orgánica del Poder Judicial, las leyes que apruebe el Parlamento y las que, si procede, le delegue el Consejo General del Poder Judicial. 

2. Las atribuciones del Consejo de Justicia de Cataluña respecto a los órganos jurisdiccionales situados en el territorio de Cataluña son, en todo caso, las siguientes:

a) Proponer al Consejo General del Poder Judicial la designación del Presidente o Presidenta del Tribunal Superior de Justicia de Cataluña, y también la designación de los Presidentes de Sala de dicho Tribunal Superior y de los Presidentes de las Audiencias Provinciales. 

b) Expedir los nombramientos y los ceses de los Jueces y Magistrados incorporados a la carrera judicial temporalmente con funciones de asistencia, apoyo o sustitución, así como determinar la adscripción de estos Jueces y Magistrados a los órganos judiciales que requieran medidas de refuerzo. 

c) Instruir expedientes e imponer sanciones por faltas leves y graves cometidas por jueces y magistrados, y conocer de los recursos contra las sanciones impuestas por os órganos de gobierno interior. 

d) Participar en la planificación de la inspección de juzgados y tribunales, ordenar su inspección y la vigilancia y realizar propuestas en este ámbito, atender a las órdenes de inspección de los juzgados y tribunales que inste el Gobierno y dar cuenta de la resolución y de las medidas adoptadas. 

e) Resolver los recursos de alzada interpuestos contra los acuerdos de la Sala de Gobierno del Tribunal Superior de Justicia de Cataluña y de los demás órganos de gobierno de los tribunales y juzgados de Cataluña. 

f) Desarrollar y, cuando proceda, aplicar, en el ámbito de Cataluña, los reglamentos del Consejo General del Poder Judicial. 

i) El control de la legalidad de los acuerdos de la Sala de Gobierno, de los presidentes de los tribunales, audiencias y salas, de las juntas de jueces y de los jueces decanos.
3. Las resoluciones del Consejo de Justicia de Cataluña en materia de nombramientos, autorizaciones, licencias y permisos deben adoptarse de acuerdo con los criterios aprobados por el Consejo General del Poder Judicial.
Artículo 98. Atribuciones. 

1. Las atribuciones del Consejo de Justicia de Cataluña son las que establecen el presente Estatuto, la Ley Orgánica del Poder Judicial, las leyes que apruebe el Parlamento y las que, si procede, le delegue el Consejo General del Poder Judicial. 

2. Las atribuciones del Consejo de Justicia de Cataluña respecto a los órganos jurisdiccionales situados en el territorio de Cataluña son, conforme a lo previsto en la Ley Orgánica del Poder Judicial, las siguientes: 

a) Participar en la designación del Presidente o Presidenta del Tribunal Superior de Justicia de Cataluña, así como en la de los Presidentes de Sala de dicho Tribunal Superior y de los Presidentes de las Audiencias Provinciales. 

b) Proponer al Consejo General del Poder Judicial y expedir los nombramientos y los ceses de los Jueces y Magistrados incorporados a la carrera judicial temporalmente con funciones de asistencia, apoyo o sustitución, así como determinar la adscripción de estos Jueces y Magistrados a los órganos judiciales que requieran medidas de refuerzo. 

c) Instruir expedientes y, en general, ejercer las funciones disciplinarias sobre Jueces y Magistrados en los términos previstos por las leyes. 

d) Participar en la planificación de la inspección de juzgados y tribunales, ordenar, en su caso, su inspección y vigilancia y realizar propuestas en este ámbito, atender a las órdenes de inspección de los juzgados y tribunales que inste el Gobierno y dar cuenta de la resolución y de las medidas adoptadas. 

e) Informar sobre los recursos de alzada interpuestos contra los acuerdos de los órganos de gobierno de los tribunales y juzgados de Cataluña. 

f) Precisar y aplicar, cuando proceda, en el ámbito de Cataluña, los reglamentos del Consejo General del Poder Judicial.

3. Las resoluciones del Consejo de Justicia de Cataluña en materia de nombramientos, autorizaciones, licencias y permisos deben adoptarse de acuerdo con los criterios aprobados por el Consejo General del Poder Judicial.

Artículo 99. Composición, organización y funcionamiento. 

1. El Consejo de Justicia de Cataluña está integrado por el Presidente o Presidenta del Tribunal Superior de Justicia de Cataluña, que lo preside, y por seis miembros nombrados por un periodo de seis años no renovables por el Consejo del Poder Judicial a propuesta del Parlamento aprobada por mayoría de tres quintas partes. Tres de estos miembros deben ser jueces o magistrados de carrera que haga al menos cinco años que ejercen sus funciones en Cataluña. Los otros tres deben ser juristas de competencia reconocida, residentes en Cataluña, con más de quince años de ejercicio profesional. La renovación de los miembros del Consejo de Justicia de Cataluña se debe hacer por tercios en los términos establecidos por la ley. 

2. Los vocales territoriales del Consejo General del Poder Judicial adscritos a Cataluña pueden asistir, con voz y sin voto, a las reuniones del Consejo de Justicia de Cataluña, a instancia propia o del Consejo de Justicia de Cataluña. 

3. El estatuto de los miembros del Consejo de Justicia de Cataluña es el que establece la ley para los miembros del Consejo del Poder Judicial. 

4. El Consejo de Justicia de Cataluña aprueba su reglamento interno de organización y funcionamiento.
Artículo 99. Composición, organización y funcionamiento. 

1. El Consejo de Justicia de Cataluña está integrado por el Presidente o Presidenta del Tribunal Superior de Justicia de Cataluña, que lo preside, y por los miembros que se nombren, de acuerdo con lo previsto por la Ley Orgánica del Poder Judicial, entre Jueces, Magistrados, Fiscales o juristas de reconocido prestigio. El Parlamento de Cataluña designa a los miembros del Consejo que determine la Ley Orgánica del Poder Judicial.
2. El Consejo de Justicia de Cataluña aprueba su reglamento interno de organización y funcionamiento, de acuerdo con la normativa aplicable.

Artículo 100. Control de los actos del Consejo de Justicia de Cataluña. 

1. Los actos del Consejo de Justicia de Cataluña que afecten al estatuto de jueces y magistrados y los que adopte en el ejercicio de competencias previamente delegadas por el Consejo General del Poder Judicial o atribuidas por ley serán impugnables en recurso de alzada ante el Consejo General del Poder Judicial. 

2. Los actos del Consejo de Justicia de Cataluña que no sean impugnables en alzada ante el Consejo General del Poder Judicial pueden impugnarse por la vía contencioso administrativa ante el Tribunal Superior de Justicia de Cataluña.
Artículo 100. Control de los actos del Consejo de Justicia de Cataluña. 

1. Los actos del Consejo de Justicia de Cataluña serán recurribles en alzada ante el Consejo General del Poder Judicial, salvo que hayan sido dictados en el ejercicio de competencias de la Comunidad Autónoma. 

2. Los actos del Consejo de Justicia de Cataluña que no sean impugnables en alzada ante el Consejo General del Poder Judicial pueden impugnarse jurisdiccionalmente en los términos establecidos en las leyes.

Artículo 101. Oposiciones y concursos. 

1. La Generalitat propone al Gobierno del Estado, al Consejo General del Poder Judicial o al Consejo de Justicia de Cataluña, según corresponda, la convocatoria de oposiciones y concursos para cubrir las plazas vacantes de Magistrados, Jueces y Fiscales en Cataluña.

2. El Consejo de Justicia de Cataluña convoca las oposiciones y los concursos para cubrir las plazas vacantes de Jueces y Magistrados en Cataluña, de acuerdo con el Consejo General del Poder Judicial. 

3. Las oposiciones y los concursos para plazas vacantes de fiscales en Cataluña son convocadas por el Gobierno, de acuerdo con la Fiscalía General del Estado y la Fiscalía Superior de Cataluña. La Generalitat participa en el tribunal calificador de las pruebas y en la comisión de selección.

3. Las pruebas de los concursos y las oposiciones regulados por el presente artículo podrán realizarse en cualquiera de las dos lenguas oficiales en Cataluña.
Artículo 101. Oposiciones y concursos. 

1. La Generalitat propone al Gobierno del Estado, al Consejo General del Poder Judicial o al Consejo de Justicia de Cataluña, según corresponda, la convocatoria de oposiciones y concursos para cubrir las plazas vacantes de Magistrados, Jueces y Fiscales en Cataluña.

2. El Consejo de Justicia de Cataluña convoca los concursos para cubrir plazas vacantes de Jueces y Magistrados en Cataluña en los términos establecidos en la Ley Orgánica del Poder Judicial. 

3. Las pruebas de los concursos y las oposiciones regulados por el presente artículo, cuando se celebren en Cataluña, podrán realizarse en cualquiera de las dos lenguas oficiales a elección del candidato.

Artículo 102. Requisitos del personal judicial y del resto del personal al servicio de la Administración de Justicia en Cataluña. 

1. Para ocupar una plaza de magistrado o magistrada, juez o jueza o fiscal en Cataluña, los candidatos son admitidos en igualdad de derechos. Deben acreditar un conocimiento adecuado y suficiente del catalán para hacer efectivos los derechos lingüísticos de los ciudadanos en la forma y con el alcance que determine la ley. 

3. El conocimiento suficiente de la lengua y del derecho propio de Cataluña es en todo caso un requisito para obtener una plaza en los correspondientes concursos de traslado. 

4. Los secretarios judiciales y todo el personal al servicio de la Administración de Justicia y de la Fiscalía en Cataluña deben acreditar el conocimiento del catalán que se exige al personal de la Administración de la Generalitat. 

5. Corresponde al Consejo de Justicia de Cataluña comprobar el cumplimiento de las condiciones que establece este artículo en el acceso a las plazas de los órganos judiciales, de la Administración de Justicia y de la Fiscalía de Cataluña.
Artículo 102. Del personal judicial y del resto del personal al servicio de la Administración de Justicia en Cataluña. 

1. Los Magistrados, Jueces y Fiscales que ocupen una plaza en Cataluña deberán acreditar un conocimiento adecuado y suficiente del catalán para hacer efectivos los derechos lingüísticos de los ciudadanos en la forma y con el alcance que determine la ley. 

3. En todo caso el conocimiento suficiente de la lengua y del derecho propios se valorará específica y singularmente para obtener una plaza en los correspondientes concursos de traslado. 

4. El personal al servicio de la Administración de Justicia y de la Fiscalía en Cataluña debe acreditar un conocimiento adecuado y suficiente de las dos lenguas oficiales que los hace aptos para ejercer las funciones propias de su cargo o puesto de trabajo.

Artículo 103. Medios personales. 

1. Corresponde a la Generalitat la competencia legislativa sobre el personal no judicial al servicio de la Administración de Justicia, incluidos los secretarios judiciales y los médicos forenses, sin otro límite que el respeto del respeto al estatuto jurídico de ese personal establecido directamente por la Ley Orgánica del Poder Judicial. Esta competencia incluye, en todos caso, la regulación de: 

2. Se deben crear por ley del Parlamento los cuerpos de funcionarios al servicio de la Administración de justicia que dependen de la función pública de la Generalitat. 

3. Corresponde a la Generalitat la competencia ejecutiva y de gestión en materia de personal no judicial al servicio de la Administración de Justicia, incluidos los secretarios judiciales y los médicos forenses. Esta competencia incluye en todo caso: 

4. Los cuerpos de personal no judicial al servicio de la Administración de justicia en Cataluña integran la función pública de la Generalitat. 

5. La Generalitat dispone de competencia exclusiva sobre el personal interino y laboral al servicio de la Administración de justicia.
Artículo 103. Medios personales. 

1. Corresponde a la Generalitat la competencia normativa sobre el personal no judicial al servicio de la Administración de Justicia, dentro del respeto al estatuto jurídico de ese personal establecido por la Ley Orgánica del Poder Judicial. En dichos términos, esta competencia de la Generalitat incluye la regulación de:
2. En los mismos términos del apartado 1, corresponde a la Generalitat la competencia ejecutiva y de gestión en materia de personal no judicial al servicio de la Administración de Justicia. Esta competencia incluye: 

3. Dentro del marco dispuesto por la Ley Orgánica del Poder Judicial, por ley del Parlamento pueden crearse cuerpos de funcionarios al servicio de la Administración de Justicia, que dependen de la función pública de la Generalitat. 

4. La Generalitat dispone de competencia exclusiva sobre el personal laboral al servicio de la Administración de Justicia.

Artículo 104. Medios materiales. 

1. La Generalitat dispone de competencia exclusiva sobre los medios materiales de la Administración de justicia en Cataluña. 

2. La competencia exclusiva a que hace referencia el apartado 1 incluye en todo caso: 

c) La configuración, la implantación y el mantenimiento de sistemas informáticos y de comunicación. 

e) La participación en la gestión de las cuentas de depósitos y consignaciones judiciales y en sus rendimientos. 

f) La gestión, la liquidación y la recaudación de las tasas judiciales.
Artículo 104. Medios materiales. 

Corresponden a la Generalitat los medios materiales de la Administración de Justicia en Cataluña. Esta competencia incluye en todo caso: 

c) La configuración, la implantación y el mantenimiento de sistemas informáticos y de comunicación, sin perjuicio de las competencias de coordinación y homologación que corresponden al Estado para garantizar la compatibilidad del sistema. 

e) La participación en la gestión de las cuentas de depósitos y consignaciones judiciales y en sus rendimientos, teniendo en cuenta el volumen de la actividad judicial desarrollada en la Comunidad Autónoma y el coste efectivo de los servicios. 

f) La gestión, la liquidación y la recaudación de las tasas judiciales que establezca la Generalitat en el ámbito de sus competencias sobre Administración de Justicia.

Artículo 105. Oficina judicial e instituciones y servicios de apoyo.

Corresponde a la Generalitat determinar la creación, el diseño, la organización, la dotación y la gestión de las oficinas judiciales y de los órganos y servicios de apoyo a los órganos jurisdiccionales, incluyendo la regulación de las instituciones, los institutos y los servicios de medicina forense y de toxicología.
Artículo 105. Oficina judicial e instituciones y servicios de apoyo. 

Corresponde a la Generalitat, de acuerdo con la Ley Orgánica del Poder Judicial, determinar la creación, el diseño, la organización, la dotación y la gestión de las oficinas judiciales y de los órganos y servicios de apoyo a los órganos jurisdiccionales, incluyendo la regulación de las instituciones, los institutos y los servicios de medicina forense y de toxicología.

Artículo 107. Demarcación, planta y capitalidad judiciales. 

2. La creación de secciones y juzgados y las modificaciones de la planta judicial que no comporten reforma legislativa corresponden al Gobierno de la Generalitat, con el informe previo del Consejo de Justicia de Cataluña.
Artículo 107. Demarcación, planta y capitalidad judiciales. 

2. Las modificaciones de la planta judicial que no comporten reforma legislativa podrán corresponder al Gobierno de la Generalitat. Asimismo, la Generalitat podrá crear Secciones y Juzgados, por delegación del Gobierno del Estado, en los términos previstos por la Ley Orgánica del Poder Judicial.

Artículo 108. Justicia de paz y de proximidad. 

1. La Generalitat tiene competencia sobre la justicia de paz en los términos que establezca la ley. Esta competencia, en todo caso, incluye el nombramiento de jueces, por medio del Consejo de Justicia de Cataluña. También se hace cargo de sus indemnizaciones y es la competente para la provisión de los medios necesarios para el ejercicio de sus funciones. Le corresponde también la creación de las secretarías y su provisión. 

2. La Generalitat puede establecer por ley, en las poblaciones que se determine y de acuerdo con lo que establece la Ley orgánica del poder judicial, un sistema de justicia de proximidad que tenga por objetivo resolver conflictos menores con celeridad y eficacia.
Artículo 108. Justicia de paz y de proximidad. 

1. La Generalitat tiene competencia sobre la justicia de paz en los términos que establezca la Ley Orgánica del Poder Judicial. En estos mismos términos corresponde al Consejo de Justicia de Cataluña el nombramiento de los Jueces. La Generalitat también se hace cargo de sus indemnizaciones y es la competente para la provisión de los medios necesarios para el ejercicio de sus funciones. Le corresponde también la creación de las secretarías y su provisión. 

2. La Generalitat en las poblaciones que se determine y de acuerdo con lo establecido por la Ley Orgánica del Poder Judicial, podrá instar el establecimiento de un sistema de justicia de proximidad que tenga por objetivo resolver conflictos menores con celeridad y eficacia.

### Título IV. De las competencias
Sobre las competencias Joan Saura escribió en el artículo publicado en el diario El País el 13 de mayo de 2005 ya citado:

[Durante los veinticinco años de vigencia del Estatuto de 1979] las competencias de la Generalitat han sido permanentemente laminadas por los sucesivos gobiernos centrales, a través de leyes de bases u orgánicas, o de una interpretación muy expansiva de títulos generales como la planificación general de la actividad económica, que limitan y recortan el desarrollo de políticas en aquellas materias que el propio Estatuto establece como propias. […] Se trata en definitiva de que Cataluña, y el conjunto de comunidades autónomas, puedan definir sus propias políticas en aquellos ámbitos que le son propios, sin recortes ni interferencias.

Durante la tramitación en el Congreso de los Diputados este Título sufrió importantes modificaciones, empezando por la definición de competencia exclusiva, de la que se suprimió el adjetivo «excluyente», como resultado del acuerdo alcanzado entre Rodríguez Zapatero y Artur Mas. Asimismo fue suprimido el apartado que hacía referencia a que la Generalidad asumía la gestión de competencias estatales apelando al artículo 150.2 de la Constitución que permite al gobierno «transferir o delegar» competencias del Estado a las comunidades autónomas. De esta forma un buen número de competencias desparecieron del Estatuto, como la gestión de «las infraestructuras de telecomunicaciones situadas en Cataluña», la posibilidad de expedir licencias para conducir vehículos, la «selección de trabajadores extranjeros en sus países de origen con destino a Cataluña» o la gestión del aeropuerto de Barcelona, una de las principales reivindicaciones de los partidos catalanes. También fueron suprimidas otra dos competencias de las más ambicionadas por los partidos catalanes: la «autorización para la convocatoria de consultas populares por vía de referéndum» y la posibilidad de disponer de selecciones deportivas catalanas.

### Título V. De las relaciones institucionales de la Generalidad
En el discurso de investidura del 15 de diciembre de 2003 Pasqual Maragall anunció que pretendía que la Generalidad pudiera «representar al Estado, como pasa en otros países de corte federal en Europa, en aquellas materias que son de su competencia». Sobre esta cuestión Joan Saura escribió:

Uno de los principales déficits del Estado de las autonomías es que la realidad autonómica no existe para buena parte de los organismos del Estado. Por eso el borrador del nuevo Estatuto prevé que la Generalitat pueda participar, por ejemplo, en la elección de los miembros del Tribunal Constitucional, del Banco de España, del Consejo General del Poder Judicial, o de la Comisión Nacional de la Energía, en la forma que posteriormente se establezca. Por otra parte, es fundamental que Cataluña y el conjunto de las comunidades autónomas, en el ámbito de sus competencias, y que exista un mecanismo de participación para conformar la posición del Estado ante las instituciones comunitarias.

Según la propuesta aprobada por el Parlamento de Cataluña, se creaba una Comisión Bilateral Generalidad-Estado como organismo permanente para las relaciones entre las dos administraciones, y en la que se dirimirán los conflictos de competencias que pudieran plantearse. Asimismo se establecía que la Generalidad participaba en la designación de los miembros del Tribunal Constitucional y del Consejo General del Poder Judicial, y designaba representantes en diversos organismos como el Banco de España, la Comisión Nacional del Mercado de Valores, la Comisión Nacional del Mercado de las Telecomunicaciones, el Tribunal de Cuentas, el Consejo Económico y Social o la Agencia de Protección de Datos.
En cuanto a la política exterior se reconocía la participación de la Generalidad en organismos internacionales que se ocupen de temas que sean competencia exclusiva de la Generalidad o que traten de materias de interés relevante para Cataluña, como la UNESCO.
Este Título sufrió varias modificaciones durante su tramitación en el Congreso de los Diputados. El cambio que más destacaron algunos medios fue la supresión de la consideración de Cataluña como circunscripción electoral en las elecciones al Parlamento Europeo.
Este Título consta del capítulo I (Relaciones de la Generalitat con el Estado y con otras Comunidades Autónomas; artículos 174 al 183), II (Relaciones de la Generalitat con la Unión Europea; artículos 184 al 192) y III (Acción exterior de la Generalitat; artículos 193 al 200). Los cambios introducidos por las Cortes Generales al proyecto aprobado por el Parlamento de Cataluña son los siguientes (en negrita los cambios):

Propuesta aprobada por el Parlamento de Cataluña en 2005
Redacción final aprobada por las Cortes Generales en 2006

Artículo 174. Relaciones de la Generalitat con el Estado y con otras comunidades autónomas. Disposiciones generales. 

3. La Generalitat participa en las instituciones, los organismos y los procedimientos de toma de decisiones del Estado que afecten a sus competencias de acuerdo con lo establecido en el presente Estatuto y la legislación orgánica correspondiente.
Artículo 174. Relaciones de la Generalitat con el Estado y con otras Comunidades Autónomas. Disposiciones generales. 

3. La Generalitat participa en las instituciones, los organismos y los procedimientos de toma de decisiones del Estado que afecten a sus competencias de acuerdo con lo establecido en el presente Estatuto y las leyes.

Artículo 175. Instrumentos de colaboración entre la Generalitat y el Estado. 

2. La Generalitat también  puede colaborar con el Estado mediante los órganos y los procedimientos multilaterales en los ámbitos y los asuntos de interés común.
Artículo 175. Instrumentos de colaboración entre la Generalitat y el Estado. 

2. La Generalitat también colabora con el Estado mediante los órganos y los procedimientos multilaterales en los ámbitos y los asuntos de interés común.

Artículo 178. Convenios y acuerdos con otras Comunidades Autónomas. 

1. La Generalitat puede suscribir con otras Comunidades Autónomas convenios de colaboración y acuerdos de cooperación en asuntos de interés común. 

4. Los convenios de colaboración suscritos por la Generalitat con otras Comunidades Autónomas deben ser comunicados a las Cortes Generales y su vigencia empieza treinta días después de esta comunicación, salvo que las Cortes Generales, con la audiencia previa de la Generalitat y, si procede, de las comunidades autónomas implicadas, decidan que deben calificarse como acuerdos de cooperación que requieren la autorización previa a que se refiere el artículo 145.2 de la Constitución.
Artículo 178. Convenios y acuerdos con otras Comunidades Autónomas. 

1. La Generalitat puede suscribir con otras Comunidades Autónomas convenios de colaboración y acuerdos de cooperación. 

4. Los convenios de colaboración suscritos por la Generalitat con otras Comunidades Autónomas deben ser comunicados a las Cortes Generales y su vigencia empieza sesenta días después de esta comunicación, salvo que las Cortes Generales decidan que deben calificarse como acuerdos de cooperación que requieren la autorización previa a que se refiere el artículo 145.2 de la Constitución.

Artículo 179. Comparecencia de Senadores ante el Parlamento. 

Los Senadores elegidos en Cataluña y los que representan a la Generalitat en el Senado pueden comparecer ante el Parlamento a petición propia o a solicitud de este para informar sobre su actividad en el Senado, en los términos que establece el Reglamento del Parlamento.
Artículo 179. Comparecencia de Senadores ante el Parlamento. 

Los Senadores elegidos en Cataluña y los que representan a la Generalitat en el Senado pueden comparecer ante el Parlamento a petición propia para informar sobre su actividad en el Senado, en los términos que establece el Reglamento del Parlamento.

Artículo 180. Designación de miembros del Tribunal Constitucional y del Consejo General del Poder Judicial. 

La Generalitat debe participar en los procesos de designación de Magistrados del Tribunal Constitucional y de miembros del Consejo General del Poder Judicial, y el Parlamento debe formular propuestas sobre la designación de los miembros de estos órganos constitucionales que corresponde nombrar al Senado, en los términos establecidos, respectivamente, por la legislación orgánica correspondiente y por el Reglamento del Senado.
Artículo 180. Designación de miembros del Tribunal Constitucional y del Consejo General del Poder Judicial. 

La Generalitat participa en los procesos de designación de Magistrados del Tribunal Constitucional y de miembros del Consejo General del Poder Judicial, en los términos que dispongan las leyes, o, en su caso, el ordenamiento parlamentario.

Artículo 182. Designación de representantes en los organismos económicos y sociales. 

1. La Generalitat designa representantes en los órganos de dirección del Banco de España, la Comisión Nacional del Mercado de Valores y la Comisión del Mercado de las Telecomunicaciones, y de los organismos que eventualmente les sustituyan, y de los demás organismos estatales que ejerzan funciones de autoridad reguladora sobre materias de relevancia económica y social relacionadas con las competencias de la Generalitat, en los términos establecidos por la legislación aplicable. 

2. La Generalitat designa representantes en los órganos de dirección de los organismos económicos y energéticos, de las instituciones financieras y de las empresas públicas del Estado cuya competencia se extienda al territorio de Cataluña y que no sean objeto de traspaso, en los términos establecidos por la legislación aplicable. 

3. La Generalitat designa representantes en el Tribunal de Cuentas, el Consejo Económico y Social, la Agencia Tributaria, la Comisión Nacional de Energía, la Agencia Española de Protección de Datos, el Consejo de Radio y Televisión, en los organismos que eventualmente les sustituyan y de los que se creen en estos ámbitos, en los términos establecidos por la legislación aplicable. 

4.Las propuestas o las designaciones a que hacen referencia los apartados 1, 2 y 3 deben ser hechas por el Parlamento, o bien con su acuerdo, en los términos que establece la ley. 

5. La Generalitat puede formular propuestas a los organismos a los que hacen referencia los apartados 1 y 2 en relación a las decisiones que hayan de tomar y que afecten a sus competencias. 

4. El Estado, si la naturaleza del ente lo requiere y su sede principal no es Cataluña, debe crear delegaciones territoriales de los organismos a que hace referencia el apartado 1. La Generalitat participa en la designación de los miembros de las delegaciones situadas en su territorio, en los términos que establece la legislación aplicable.
Artículo 182. Designación de representantes en los organismos económicos y sociales. 

1. La Generalitat designa o participa en los procesos de designación de los miembros de los órganos de dirección del Banco de España, la Comisión Nacional del Mercado de Valores y la Comisión del Mercado de las Telecomunicaciones, y de los organismos que eventualmente les sustituyan, y de los demás organismos estatales que ejerzan funciones de autoridad reguladora sobre materias de relevancia económica y social relacionadas con las competencias de la Generalitat, en los términos establecidos por la legislación aplicable. 

2. La Generalitat designa o participa en los procesos de designación de los miembros de los organismos económicos y energéticos, de las instituciones financieras y de las empresas públicas del Estado cuya competencia se extienda al territorio de Cataluña y que no sean objeto de traspaso, en los términos establecidos por la legislación aplicable. 

3. La Generalitat designa o participa en los procesos de designación de los miembros del Tribunal de Cuentas, el Consejo Económico y Social, la Agencia Tributaria, la Comisión Nacional de Energía, la Agencia Española de Protección de Datos, el Consejo de Radio y Televisión, de los organismos que eventualmente les sustituyan y de los que se creen en estos ámbitos, en los términos establecidos por la legislación aplicable. 

4. La Generalitat, si la naturaleza del ente lo requiere y su sede principal no está en Cataluña, podrá solicitar al Estado la creación de delegaciones territoriales de los organismos a que se refiere el apartado 1.

Artículo 183. Funciones y composición de la Comisión Bilateral Generalitat-Estado. 

2. Las funciones de la Comisión Bilateral Generalitat-Estado son deliberar, hacer propuestas y, si procede, adoptar acuerdos en los casos establecidos por el presente Estatuto y, en general, con relación a los siguientes ámbitos: 

a) La elaboración de proyectos normativos del Estado que afecten a las competencias y a los intereses de Cataluña, especialmente cuando se trate de normas básicas u orgánicas i de las que tienen como función delimitar las competencias, de acuerdo con la Constitución y este Estatuto. 

b) La programación de la política económica general del Gobierno del Estado en todo aquello que afecte a los intereses y las competencias de la Generalitat y sobre la aplicación y el desarrollo de esta política, especialmente sobre las decisiones estatales que afecten a los mercados enegéticos y al sistema financiero.
Artículo 183. Funciones y composición de la Comisión Bilateral Generalitat-Estado. 

2. Las funciones de la Comisión Bilateral Generalitat-Estado son deliberar, hacer propuestas y, si procede, adoptar acuerdos en los casos establecidos por el presente Estatuto y, en general, con relación a los siguientes ámbitos: 

a) Los proyectos de ley que inciden singularmente sobre la distribución de competencias entre el Estado y la Generalitat. 

b) La programación de la política económica general del Gobierno del Estado en todo aquello que afecte singularmente a los intereses y las competencias de la Generalitat y sobre la aplicación y el desarrollo de esta política.

Artículo 185. Participación en los tratados de la Unión Europea. 

1. La Generalitat debe ser informada por el Gobierno del Estado de las iniciativas de revisión de los tratados de la Unión Europea y de los procesos de suscripción y ratificación subsiguientes. El Gobierno de la Generalitat y el Parlamento deben dirigir al Gobierno del Estado y a las Cortes Generales las observaciones que estimen pertinentes a tal efecto, que son determinantes en el caso de las competencias exclusivas. 

2. El Gobierno del Estado debe incorporar representantes de la Generalitat en las delegaciones españolas que participen en los procesos de revisión y negociación de los tratados originarios y en los de adopción de nuevos tratados.
Artículo 185. Participación en los tratados de la Unión Europea. 

1. La Generalitat debe ser informada por el Gobierno del Estado de las iniciativas de revisión de los tratados de la Unión Europea y de los procesos de suscripción y ratificación subsiguientes. El Gobierno de la Generalitat y el Parlamento deben dirigir al Gobierno del Estado y a las Cortes Generales las observaciones que estimen pertinentes a tal efecto. 

2. El Gobierno del Estado puede incorporar representantes de la Generalitat en las delegaciones españolas que participen en los procesos de revisión y negociación de los tratados originarios y en los de adopción de nuevos tratados, en las materias que afecten a las competencias exclusivas de la Generalitat.

Artículo 186. Participación en la formación de las posiciones del Estado. 

1. La Generalitat participa en la formación de las posiciones del Estado ante la Unión Europea, especialmente ante el Consejo de Ministros, en los asuntos relativos a las competencias o a los intereses de Cataluña, en los términos que establecen el presente Estatuto,  la legislación sobre esta materia y los acuerdos suscritos entre el Estado y la Generalitat. 

2. La Generalitat debe participar de forma bilateral en la formación de las posiciones del Estado en los asuntos europeos que le afectan directamente o exclusivamente, o bien, si esta participación no es posible, por medio de procedimientos generales. En los demás casos, la participación se realiza en el marco de los procedimientos multilaterales que se establezcan. 

3. La posición expresada por la Generalitat es determinante para la formación de la posición estatal si afecta a sus competencias exclusivas y compartidas y si de la propuesta o iniciativa europeas se pueden derivar consecuencias financieras o administrativas para Cataluña. En los demás casos, dicha posición debe ser oída por el Estado. 

4. El Estado debe informar regularmente a la Generalitat, en todos los casos, de forma completa y actualizada sobre las iniciativas y las propuestas presentadas ante la Unión Europea. El Gobierno de la Generalitat y el Parlamento de Cataluña deben dirigir al Gobierno del Estado y a las Cortes Generales, según proceda, las observaciones y las propuestas que estimen pertinentes sobre dichas iniciativas y propuestas.
Artículo 186. Participación en la formación de las posiciones del Estado. 

1. La Generalitat participa en la formación de las posiciones del Estado ante la Unión Europea, especialmente ante el Consejo de Ministros, en los asuntos relativos a las competencias o a los intereses de Cataluña, en los términos que establecen el presente Estatuto y la legislación sobre esta materia. 

2. La Generalitat debe participar de forma bilateral en la formación de las posiciones del Estado en los asuntos europeos que le afectan exclusivamente. En los demás casos, la participación se realiza en el marco de los procedimientos multilaterales que se establezcan. 

3. La posición expresada por la Generalitat es determinante para la formación de la posición estatal si afecta a sus competencias exclusivas y si de la propuesta o iniciativa europeas se pueden derivar consecuencias financieras o administrativas de especial relevancia para Cataluña. En los demás casos, dicha posición debe ser oída por el Estado. 

4. El Estado informará a la Generalitat de forma completa y actualizada sobre las iniciativas y las propuestas presentadas ante la Unión Europea. El Gobierno de la Generalitat y el Parlamento de Cataluña deben dirigir al Gobierno del Estado y a las Cortes Generales, según proceda, las observaciones y las propuestas que estimen pertinentes sobre dichas iniciativas y propuestas.

Artículo 187. Participación en instituciones y organismos europeos.

1. Los representantes de la Generalitat participan directamente en las delegaciones españolas ante la Unión Europea que traten asuntos de la competencia legislativa de la propia Generalitat o que afecten al interés de Cataluña, y especialmente ante el Consejo de Ministros y los órganos consultivos y preparatorios del Consejo y de la Comisión. 

2. La Generalitat, en el ámbito de sus competencias exclusivas, puede ejercer la representación del Estado y, cuando proceda, la presidencia de estas instituciones y de estos órganos, de acuerdo con la normativa aplicable. 

3. La Generalitat, de acuerdo con el Estado, designa representantes en el marco de la representación permanente del mismo en las instituciones y los organismos de la Unión Europea.
Artículo 187. Participación en instituciones y organismos europeos. 

1. La Generalitat participa en las delegaciones españolas ante la Unión Europea que traten asuntos de la competencia legislativa de la propia Generalitat y especialmente ante el Consejo de Ministros y los órganos consultivos y preparatorios del Consejo y de la Comisión. 

2. La participación prevista en el apartado anterior, cuando se refiera a competencias exclusivas de la Generalitat permitirá, previo acuerdo, ejercer la representación y la presidencia de estos órganos, de acuerdo con la normativa aplicable. 

3. La Generalitat, de acuerdo con el Estado, participa en la designación de representantes en el marco de la representación permanente del mismo ante la Unión Europea.

Artículo 188. Participación en el control de los principios de subsidiariedad y de proporcionalidad. 

El Parlamento debe ser consultado previamente a la emisión del dictamen de las Cortes Generales sobre las propuestas legislativas europeas, en el marco del procedimiento de control de los principios de subsidiariedad y proporcionalidad que establezca el derecho de la Unión Europea si estas propuestas legislativas afectan a las competencias de la Generalitat.
Artículo 188. Participación en el control de los principios de subsidiariedad y de proporcionalidad. 

El Parlamento participará en los procedimientos de control de los principios de subsidiariedad y proporcionalidad que establezca el derecho de la Unión Europea en relación con las propuestas legislativas europeas cuando dichas propuestas afecten a competencias de la Generalitat.

Artículo 189. Desarrollo y aplicación del derecho de la Unión Europea. 

3. En el caso de que la Unión Europea establezca una legislación sobre materias de las que el Estado disponga en Cataluña de competencias para dictar las bases sobre ellas, la Generalitat puede adoptar directamente la legislación de desarrollo a partir de las normas europeas.
Artículo 189. Desarrollo y aplicación del derecho de la Unión Europea. 

3. En el caso de que la Unión Europea establezca una legislación que sustituya a la normativa básica del Estado, la Generalitat puede adoptar la legislación de desarrollo a partir de las normas europeas.

Artículo 190. Gestión de fondos europeos. 

1. Corresponde a la Generalitat la gestión de los fondos europeos en materias de su competencia.
2. La gestión de los fondos, en el ámbito de las competencias legislativas de la Generalitat, incluye las facultades de decidir el destino concreto, las condiciones de concesión, la regulación del procedimiento de otorgamiento, la tramitación, el pago y el control y la inspección. En el ámbito de las competencias ejecutivas de la Generalitat, la gestión de los fondos incluye, al menos, la regulación del procedimiento de otorgamiento, la tramitación, el pago y el control y la inspección. 

3.En el caso de que los fondos europeos no se puedan territorializar, el Estado debe motivar y fundamentar en derecho esta circunstancia, y la Generalitat debe participar en los órganos y o en el procedimiento de distribución. La participación de la Generalitat tiene carácter determinante para el Estado en el caso de que los fondos afecten al ejercicio de competencias exclusivas. Corresponden, en todos los casos, a la Generalitat las facultades de tramitación, pago, control e inspección.
Artículo 190. Gestión de fondos europeos. 

Corresponde a la Generalitat la gestión de los fondos europeos en materias de su competencia en los términos previstos en el artículo 114 y 210.

Artículo 191. Acciones ante el Tribunal de Justicia. 

1. La Generalitat tiene acceso directo al Tribunal de Justicia de la Unión Europea en los términos que establezca la normativa europea. 

2. El Gobierno de la Generalitat puede instar al Gobierno del Estado y al Comité de las Regiones a iniciar acciones ante el Tribunal de Justicia de la Unión Europea en defensa de los legítimos intereses y competencias de la Generalitat. La Generalitat dirige en la defensa jurídica de sus posiciones en el procedimiento. 

3. La negativa del Gobierno del Estado a ejercer las acciones solicitadas sólo se puede producir en caso de graves perjuicios para la política de integración, debe ser motivada y comporta la convocatoria automática de la Comisión Bilateral Generalitat – Estado.
Artículo 191. Acciones ante el Tribunal de Justicia. 

1. La Generalitat tiene acceso al Tribunal de Justicia de la Unión Europea en los términos que establezca la normativa europea. 

2. El Gobierno de la Generalitat puede instar al Gobierno del Estado a iniciar acciones ante el Tribunal de Justicia de la Unión Europea en defensa de los legítimos intereses y competencias de la Generalitat. La Generalitat colabora en la defensa jurídica.
3. La negativa del Gobierno del Estado a ejercer las acciones solicitadas debe ser motivada y se comunicará inmediatamente a la Generalitat.

Artículo 192. Delegación de la Generalitat ante la Unión Europea. 

1. La Generalitat establecerá una delegación ante las instituciones de la Unión Europea. 

2. El personal de la delegación de la Generalitat ante la Unión Europea tiene un estatuto asimilado al del personal de las representaciones del Estado ante la Unión Europea.
Artículo 192. Delegación de la Generalitat ante la Unión Europea. 

La Generalitat establecerá una delegación para la mejor defensa de sus intereses ante las instituciones de la Unión Europea.

Artículo. 193. Circunscripción electoral para el Parlamento Europeo. 

Para que el territorio de Cataluña, solo o junto con los territorios de las demás comunidades autónomas vecinas, sea una circunscripción para las elecciones al Parlamento Europeo, la ley orgánica electoral debe concretar esta determinación.
Suprimido

Artículo 194. Acción exterior de la Generalitat. Disposiciones generales. 

2. Las competencias de la Generalitat incluyen la capacidad para llevar a cabo las acciones exteriores que son inherentes a aquellas, directamente o, si procede, por medio del Estado.
Artículo 193. Acción exterior de la Generalitat. Disposiciones generales. 

2. La Generalitat tiene capacidad para llevar a cabo acciones con proyección exterior que se deriven directamente de sus competencias, bien de forma directa o a través de los órganos de la Administración General del Estado.

Artículo 195. Delegaciones en el exterior. 

1.La Generalitat, para la promoción de los intereses de Cataluña, puede establecer delegaciones u oficinas de representación en el exterior. 

2.El personal de las delegaciones de la Generalitat en el exterior tiene el estatuto necesario para ejercer sus funciones.
Artículo 194. Oficinas en el exterior. 

La Generalitat, para la promoción de los intereses de Cataluña, puede establecer oficinas en el exterior.

Artículo 197. Tratados y convenios internacionales. 

1. La Generalitat debe ser informada previamente por el Gobierno del Estado sobre los procesos de negociación de tratados y convenios internacionales, si afectan a las competencias o a los intereses de Cataluña. El Gobierno de la Generalitat y el Parlamento podrán dirigir al Gobierno del Estado y a las Cortes Generales las observaciones que estimen pertinentes sobre esta cuestión. 

2. La Generalitat debe participar en el proceso de negociación de los tratados y los convenios internacionales que afecten a sus competencias. Esta participación comporta, en todos los casos, la incorporación de una representación de la Generalitat en la delegación negociadora y el informe determinante del Parlamento cuando se trate de competencias exclusivas.

3. La Generalitat podrá solicitar del Gobierno del Estado la suscripción de convenios y tratados internacionales, o que este pida la autorización de las Cortes Generales para sucribirlos, sobre materias de interés para Cataluña. En el caso de las competencias exclusivas, la Generalitat puede concluir preacuerdos internacionales, que requieren la autorización del Estado. 

4.La Generalitat puede solicitar la autorización del Estado para firmar, en nombre del Gobierno, tratados y convenios internacionales en el ámbito de sus competencias.
Artículo 196. Tratados y convenios internacionales. 

1. El Gobierno del Estado informará previamente a la Generalitat de los actos de celebración de aquellos tratados que afecten directa y singularmente a las competencias de Cataluña. La Generalitat y el Parlamento podrán dirigir al Gobierno las observaciones que estimen pertinentes. 

2. Cuando se trate de tratados que afecten directa y singularmente a Cataluña, la Generalitat podrá solicitar del Gobierno que integre en las delegaciones negociadoras a representantes de la Generalitat. 

3. La Generalitat podrá solicitar del Gobierno la celebración de tratados internacionales en materias de su competencia.

Artículo 199. Participación en organismos internacionales. 

La Generalitat debe participar en los organismos internacionales competentes en materias de interés relevante para Cataluña, especialmente la UNESCO y otros organismos de carácter cultural, de manera autónoma si lo permite la normativa correspondiente, o bien, en todo caso, formando parte de la delegación española.
Artículo 198. Participación en organismos internacionales. 

La Generalitat debe participar en los organismos internacionales competentes en materias de interés relevante para Cataluña, especialmente la UNESCO y otros organismos de carácter cultural, en la forma que establezca la normativa correspondiente.

### Título VI. De la financiación de la Generalidad
En su discurso de investidura ante el Parlamento de Cataluña del 15 de diciembre de 2003, Pasqual Maragall estableció como objetivo de su gobierno:

Los ingresos por habitante de la Generalitat tenderán a equipararse a los obtenidos en aplicación de los sistema de Concierto. […] La Generalitat contribuirá a la solidaridad con el resto de comunidades del Estado, de forma que los servicios prestados por las distintas comunidades autónomas a sus ciudadanos puedan alcanzar niveles similares realizando un esfuerzo similiar.

Por su parte Joan Saura, líder de ICV, escribió en mayo de 2005:

El otro gran objetivo es mejorar la financiación. En Cataluña hay un amplio consenso en que la financiación es muy insuficiente. El déficit fiscal de Cataluña con el Estado (7,5% del PIB de promedio) supera con creces, según estudios solventes, por ejemplo, el de los länder alemanes con mayor renta (3,5%-4% del PIB). Se trata de un grave perjuicio que afecta a la ciudadanía de Cataluña… No exigimos privilegio alguno, simplemente que se apliquen los principios y las fórmulas de financiación que funcionan con éxito en los Estados federales. Queremos que la descentralización del Estado también se produzca en el campo fiscal, con la creación de una agencia tributaria propia, consorciada con la Administración tributaria del Estado, y con capacidad normativa para regular los impuestos; queremos garantizar la suficiencia financiera, y que sea acorde con las necesidades de la población y el esfuerzo fiscal que realizamos; queremos que las reglas de la cohesión territorial sean claras y conocidas; y queremos que la inversión del Estado en Cataluña se corresponda a la aportación que realizamos al PIB del Estado. No se trata de limitar la solidaridad. Si Cataluña tiene mayor renta por habitante que la media deberá aportar más, sin duda, pero garantizando los recursos suficientes para que sus ciudadanos -trabajadores, personas que padecen exclusión social...- no se vean perjudicados.[…] Proponemos que se garantice para todas las autonomías unos niveles similares en la prestación de servicios realizando un esfuerzo fiscal similar, y un sistema de nivelación por el cual las comunidades con una renta superior a la renta media, realicen, de forma progresiva, una mayor aportación. Equidad y estímulo fiscal no son contradictorios sino componentes fundamentales de un modelo de financiación justo.

La propuesta aprobada por el Parlamento de Cataluña atribuía a la Agencia Tributaria de Cataluña el cobro de todos los impuestos que se pagaban en Cataluña, y después la Generalidad aportaría al Estado una cantidad en concepto de los servicios que presta en Cataluña y en concepto de solidaridad con el resto de comunidades autónomas. Esa cantidad sería determinada por una Comisión Mixta de Asuntos Económicos y Fiscales Estado-Generalidad. Además la Generalidad tendría capacidad normativa sobre todos los tributos recaudados en Cataluña y participaría en la fijación de los tipos impositivos y las exenciones, y las reducciones y las deducciones sobre la cuota. El nuevo modelo de financiación se «blindaba» al establecer el principio de subsidiariedad, según el cual en caso de conflicto entre lo establecido en el Estatuto y las normas estatales prevalecería el primero.
Cuando el proyecto aprobado por el Parlamento de Cataluña llegó al Congreso de los Diputados, el nuevo modelo de financiación se convirtió en uno de los principales obstáculos para alcanzar un consenso. Fue el pacto alcanzado en La Moncloa entre el presidente del Gobierno Rodríguez Zapatero y el líder de CiU Artur Mas lo que permitió desbloquear este tema. El acuerdo, que sería llevado al Estatuto, consistió en el aumento de la participación de la Generalidad en los impuestos del Estado (del 33% al 50% del IRPF; del 40% al 58% de los impuestos especiales; y del 35% al 50% del IVA), a cambio de la renuncia a que la Agencia Tributaria Catalana los recaudara. Además el Gobierno español se comprometió a invertir en Cataluña una cantidad equivalente al peso de su economía en el conjunto de España (el 18,5% del PIB), y a que Cataluña no perdería posiciones en la clasificación de las comunidades autónomas por renta per cápita a causa de sus aportaciones al fondo de solidaridad interterritorial (el llamado principio de ordinalidad que se aplica en los estados federales, como Alemania).
Así pues las diferencias entre la propuesta inicial del Parlamento de Cataluña y la que finalmente aprobaron las Cortes Españolas fueron de calado, pues la Agencia Tributaria catalana solo gestionaría «los tributos propios de la Generalitat» y no «todos los impuestos soportados en Cataluña», como se proponía inicialmente. Los impuestos cedidos serán recaudados por la Agencia tributaria estatal, aunque se dejaba abierta la posibilidad de la creación de un consorcio «en el que participarían de forma paritaria» las dos agencias. Otro punto importante fue la supresión de la afirmación de que el mayor esfuerzo fiscal llevado a cabo por los catalanes «debe traducirse en una mayor capacidad financiera y mayores ingresos para la Generalitat».
Este Título (que en la propuesta del Parlamento de Cataluña se llamaba De la financiación de la Generalitat y la aportación catalana a las finanzas del Estado) consta del capítulo I (La hacienda de la Generalitat, denominado inicialmente Las finanzas de la Generalitat; artículos 201 al 210), II (El presupuesto de la Generalitat; artículos 211 al 217 ) y III (Las haciendas de los gobiernos locales, denominada inicialmente Las finanzas de los gobiernos locales; artículos 218 al 222 ). Las diferencias entre la propuesta del Parlamento de Cataluña y la aprobada por las Cortes Generales son las siguientes (en negrita los cambios; tachados los incisos de los artículos 206 y 218 que fueron declarados inconstitucionales por el Tribunal Constitucional en la sentencia de 2010):

Propuesta aprobada por el Parlamento de Cataluña en 2005
Redacción final aprobada por las Cortes Generales en 2006

Artículo 202. Principios. 

1. En el marco que establece la Constitución, Las relaciones de orden tributario y financiero entre el Estado y la Generalitat se regulan por el presente Estatuto. 

3. El desarrollo del presente Título corresponde a la Comisión Mixta de Asuntos Económicos y Fiscales Estado-Generalitat, de acuerdo con el principio de bilateralidad. 

4. En aplicación de los principios de proximidad y de subsidariedad, lo que establece este Estatuto es aplicable de manera preferente en caso de conflicto normativo con la legislación del Estado.
Artículo 201. Principios. 

1. Las relaciones de orden tributario y financiero entre el Estado y la Generalitat se regulan por la Constitución, el presente Estatuto y la Ley Orgánica prevista en el apartado tercero del artículo 157 de la Constitución. 

3. El desarrollo del presente Título corresponde a la Comisión Mixta de Asuntos Económicos y Fiscales Estado-Generalitat. 

4. De acuerdo con el artículo 138.2 de la Constitución, la financiación de la Generalitat no debe implicar efectos discriminatorios para Cataluña respecto de las restantes Comunidades Autónomas. Este principio deberá respetar plenamente los criterios de solidaridad enunciados en el artículo 206 de este Estatuto.

Artículo 203. Los recursos de la Generalitat. 

3. Los recursos de la hacienda de la Generalitat están constituidos por: 

b) El rendimiento de los tributos estatales 'soportados en Cataluña, que tienen la consideración de cedidos, de acuerdo con lo dispuesto en el presente Estatuto.
Artículo 202. Los recursos de la Generalitat. 

3. Los recursos de la hacienda de la Generalitat están constituidos por: 

b) El rendimiento de los tributos estatales cedidos, de acuerdo con lo dispuesto en el artículo 201 del presente Estatuto.

Artículo 204. Competencias financieras. 

2. La Generalitat tiene capacidad normativa y responsabilidad fiscal sobre todos y cada uno de los impuestos estatales soportados en Cataluña, en el marco de las competencias del Estado y de la Unión Europea. 

3. El ejercicio de la capacidad normativa a que hace referencia el apartado 2, en el marco de las competencias del Estado y de la Unión Europea, incluye en todo caso la participación en la fijación del tipo impositivo, las exenciones, las reducciones y las bonificaciones sobre la base imponible y las deducciones sobre la cuota. 

4. Corresponden a la Generalitat la gestión, recaudación, liquidación e inspección de todos los tributos estatales soportados en Cataluña.
Artículo 203. Competencias financieras. 

2. La Generalitat participa en el rendimiento de los tributos estatales cedidos a Cataluña. A tal efecto, estos tributos tienen la siguiente consideración: 

a) Tributos cedidos totalmente, que son aquellos que corresponde a la Generalitat la totalidad de los rendimientos y capacidad normativa; 

b) Tributos cedidos parcialmente, que son aquellos en los que corresponde a la Generalitat una parte de los rendimientos y, en su caso, capacidad normativa. 

3. En el marco de las competencias del Estado y de la Unión Europea, el ejercicio de la capacidad normativa a que se refiere el apartado 2 incluye la participación en la fijación del tipo impositivo, las exenciones, las reducciones y las bonificaciones sobre la base imponible y las deducciones sobre la cuota. 

4. Corresponden a la Generalitat la gestión, recaudación, liquidación e inspección de los tributos estatales cedidos totalmente y dichas funciones, en la medida en que se atribuyan, respecto a los cedidos parcialmente, de acuerdo con lo establecido en el artículo 204.

Artículo 205. La Agencia Tributaria de Cataluña. 

1. La gestión, recaudación, liquidación e inspección de todos los tributos soportados en Cataluña corresponden a la Agencia Tributaria de Cataluña, excepto los de naturaleza local.

2. La Agencia Tributaria de Cataluña debe crearse por ley del Parlamento y dispone de plena capacidad y atribuciones para la organización y el ejercicio de las funciones a que se refiere el apartado 1. A estos efectos, la Agencia Tributaria de Cataluña y la Administración tributaria del Estado colaboran y suscriben convenios y hacen uso de los demás medios de colaboración que consideren pertinentes.
Artículo 204. La Agencia Tributaria de Cataluña. 

1. La gestión, recaudación, liquidación e inspección de todos los tributos propios de la Generalitat de Cataluña, así como, por delegación del Estado, de los tributos estatales cedidos totalmente a la Generalitat, corresponde a la Agencia Tributaria de Cataluña. 

2. La gestión, recaudación, liquidación e inspección de los demás impuestos del Estado recaudados en Cataluña corresponderá a la Administración Tributaria del Estado, sin perjuicio de la delegación que la Generalitat pueda recibir de éste, y de la colaboración que pueda establecerse especialmente cuando así lo exija la naturaleza del tributo. 

Para desarrollar lo previsto en el párrafo anterior, se constituirá, en el plazo de dos años, un Consorcio o ente equivalente en el que participarán de forma paritaria la Agencia Estatal de Administración Tributaria y la Agencia Tributaria de Cataluña. El Consorcio podrá transformarse en la Administración Tributaria en Cataluña. 

3. Ambas Administraciones Tributarias establecerán los mecanismos necesarios que permitan la presentación y recepción en sus respectivas oficinas, de declaraciones y demás documentación con trascendencia tributaria que deban surtir efectos ante la otra Administración, facilitando con ello el cumplimiento de las obligaciones tributarias de los contribuyentes. 

La Generalitat participará, en la forma que se determine, en los entes u organismos tributarios del Estado responsables de la gestión, recaudación, liquidación e inspección de los tributos estatales cedidos parcialmente. 

4. La Agencia Tributaria de Cataluña debe crearse por ley del Parlamento y dispone de plena capacidad y atribuciones para la organización y el ejercicio de las funciones a que se refiere el apartado 1.

Artículo 206. Órganos económico-administrativos. 

La Generalitat debe asumir, por medio de sus propios órganos económico-administrativos, la revisión por la vía administrativa de las reclamaciones que los contribuyentes puedan interponer contra los actos de gestión tributaria dictados por la Agencia Tributaria de Cataluña.
Artículo 205. Órganos económico-administrativos. 

La Generalitat debe asumir, por medio de sus propios órganos económico-administrativos, la revisión por la vía administrativa de las reclamaciones que los contribuyentes puedan interponer contra los actos de gestión tributaria dictados por la Agencia Tributaria de Cataluña. 

Todo ello, sin perjuicio de las competencias en materia de unificación de criterio que le corresponden a la Administración General del Estado. 

A estos efectos, la Generalitat y la Administración General del Estado podrán, asimismo, acordar los mecanismos de cooperación que sean precisos para el adecuado ejercicio de las funciones de revisión en vía económico-administrativa.

Artículo 207. La aportación catalana a las finanzas del Estado.

La aportación catalana a las finanzas del Estado integra la aportación a los gastos del Estado y la aportación a la solidaridad y a los mecanismos de nivelación, de acuerdo con lo que establece este título.
Suprimido

Artículo 208. Aportación a los gastos del Estado. 

Una parte del rendimiento de los impuestos cedidos a Cataluña se atribuye al Estado para la financiación de sus servicios y sus competencias, según el procedimiento que establecen los artículos 210 y 214.
Suprimido

Artículo 209. Aportación a la solidaridad y a los mecanismos de nivelación. 

La Generalitat contribuye a la solidaridad con las demás comunidades autónomas, con el fin de que los servicios prestados por los diferentes gobiernos autónomos a sus ciudadanos puedan alcanzar niveles similares siempre que lleven a cabo un esfuerzo fiscal también similar. A este efecto, la Generalitat aporta recursos a los mecanismos de solidaridad que establece la Constitución y, si procede, los recibe, según los criterios que establecen los artículos 210 y 214.
Artículo 206. Participación en el rendimiento de los tributos estatales y mecanismos de nivelación y solidaridad. 

1. El nivel de recursos financieros de que disponga la Generalitat para financiar sus servicios y competencias se basará en criterios de necesidades de gasto y teniendo en cuenta su capacidad fiscal, entre otros criterios. A estos efectos, los recursos de la Generalitat, entre otros, serán los derivados de sus ingresos tributarios, ajustados en más o menos por su participación en los mecanismos de nivelación y solidaridad. 

2. La Generalitat participará en el rendimiento de los tributos estatales cedidos. El porcentaje de participación se establecerá teniendo en cuenta sus servicios y competencias. 

3. Los recursos financieros de que disponga la Generalitat podrán ajustarse para que el sistema estatal de financiación disponga de recursos suficientes para garantizar la nivelación y solidaridad a las demás Comunidades Autónomas, con el fin de que los servicios de educación, sanidad y otros servicios sociales esenciales del Estado del bienestar prestados por los diferentes gobiernos autonómicos puedan alcanzar niveles similares en el conjunto del Estado, siempre y cuando lleven a cabo un esfuerzo fiscal también similar. En la misma forma y si procede, la Generalitat recibirá recursos de los mecanismos de nivelación y solidaridad. Los citados niveles serán fijados por el Estado. 

4. La determinación de los mecanismos de nivelación y solidaridad se realizará de acuerdo con el principio de transparencia y su resultado se evaluará quinquenalmente. 

5. El Estado garantizará que la aplicación de los mecanismos de nivelación no altere en ningún caso la posición de Cataluña en la ordenación de rentas per cápita entre las Comunidades Autónomas antes de la nivelación. 

6. Debe tenerse en cuenta, como variable básica para determinar las necesidades de gasto a que se refiere el apartado 1, la población, rectificada por los costes diferenciales y por variables demográficas, en particular, por un factor de corrección que será en función del porcentaje de población inmigrante. Asimismo, deben tenerse en cuenta la densidad de población, la dimensión de los núcleos urbanos y la población en situación de exclusión social.

Artículo 210. Determinación y cálculo de la aportación catalana a las finanzas del Estado. 

Para efectuar el cálculo de la aportación catalana a las finanzas del Estado, se deben tener en cuenta los criterios siguientes: 

Primero. En lo que respecta a la aportación a los gastos del Estado, determinada por el artículo 208, se debe establecer el porcentaje de participación que corresponda al Estado en los diferentes impuestos cedidos para la financiación de sus servicios y de sus competencias, en la proporción que corresponda a Cataluña.

Segundo. En lo que respecta a la aportación a la solidaridad y a los mecanismos de nivelación, los acuerdos para el desarrollo y la aplicación de los principios contenidos en el artículo 209 deben establecer los mecanismos financieros de nivelación adecuados, de acuerdo con el principio de transparencia y de conformidad con los criterios siguientes: 

a)Los recursos aportados o recibidos por la Generalitat en esta solidaridad se deben establecer atendiendo a sus necesidades de gasto y a su capacidad fiscal, determinada en relación a la media de las comunidades autónomas y con el grado de progresividad que se establezca. 

b)Los criterios de equidad medidos en términos de población relativa y los criterios de eficiencia económica medidos en términos de productos interior bruto y de esfuerzo fiscal relativos. 

c)El mayor esfuerzo fiscal eventualmente llevado a cabo por los ciudadanos de Cataluña, calculado a partir de la diferencia entre los impuestos suportados en Cataluña y la media de las comunidades autónomas, se debe traducir en una mayor capacidad financiera y unos mayores ingresos para la Generalitat, dentro de los márgenes que se determinen. Para calcular el esfuerzo fiscal, se debe tener en cuenta el conjunto de precios privados por servicios públicos ya soportado por Cataluña. 

d) La aplicación de los mecanismos de nivelación en ningún caso pueden alterar la posición de Cataluña en la ordenación de rentas per cápita entre las comunidades autónomas antes de la nivelación. 

e) El resultado de los mecanismos de solidaridad se evaluará quinquenalmente con el fin de verificar sus efectos.
Suprimido

Artículo 212. Actualización de la financiación. 

1. El Estado y la Generalitat establecerán un mecanismo de  actualización quinquenal del sistema de financiación, teniendo en cuenta la evolución del conjunto de recursos públicos disponibles y de las necesidades de gasto de las diferentes Administraciones. Este mecanismo deberá aplicarse sin perjuicio del seguimiento y la actualización de los recursos proporcionados por el sistema de financiación durante el quinquenio. Mediante acuerdo entre el Estado y la Generalitat se puede llevar a cabo dicha actualización antes de la finalización del periodo quinquenal. 

2. La actualización de los criterios de las aportaciones a las finanzas estatales deberá actualizarse cada cinco años, de acuerdo con lo que establece este Estatuto. Si no se produce el acuerdo sobre esta actualización en la Comisión Mixta de Asuntos Económicos y Fiscales Estado – Generalitat, quedan automáticamente prorrogados los criterios vigentes.
Artículo 208. Actualización de la financiación. 

1. El Estado y la Generalitat procederán a la actualización quinquenal del sistema de financiación, teniendo en cuenta la evolución del conjunto de recursos públicos disponibles y de las necesidades de gasto de las diferentes Administraciones.

Esta actualización deberá efectuarse sin perjuicio del seguimiento y, eventualmente, puesta al día de las variables básicas utilizadas para la determinación de los recursos proporcionados por el sistema de financiación. 

2. La actualización a que hace referencia el apartado 1 deberá ser aprobada por la Comisión Mixta de Asuntos Económicos y Fiscales Estado-Generalitat.

Artículo 213. Lealtad institucional. 

El Estado, de acuerdo con el principio de lealtad institucional, garantizará la suficiencia de recursos de las finanzas de la Generalitat en los supuestos en que las disposiciones generales aprobadas por el Estado impliquen un incremento de gasto o una disminución de la capacidad fiscal de la Generalitat.
Artículo 209. Lealtad institucional. 

1. De acuerdo con el principio de lealtad institucional, se valorará el impacto financiero, positivo o negativo, que las disposiciones generales aprobadas por el Estado tengan sobre la Generalitat o las aprobadas por la Generalitat tengan sobre el Estado, en un periodo de tiempo determinado, en forma de una variación de las necesidades de gasto o de la capacidad fiscal, con la finalidad de establecer los mecanismos de ajuste necesarios. 

2. Ambas Administraciones se facilitarán mutuamente el acceso a la información estadística y de gestión necesaria para el mejor ejercicio de sus respectivas competencias, en un marco de cooperación y transparencia.

Artículo 214. La Comisión Mixta de Asuntos Económicos y Fiscales Estado-Generalitat. 

2. Corresponde a la Comisión Mixta de Asuntos Económicos y Fiscales Estado-Generalitat: 

a) Determinar la aportación catalana a las finanzas del Estado, de acuerdo con lo que establecen los artículos 207, 208, 209 y 210. 

d) Valorar quinquenalmente, con una antelación mínima de tres meses respecto a la actualización de sistema de financiación, los servicios y las competencias ejercidas por el Estado, a que hacer referencia el artículo 208. 

f) Acordar los mecanismos de financiación de los gastos impropios a que hace referencia el artículo 223.5. 

3. La Comisión Mixta de Asuntos Económicos y Fiscales Estado-Generalitat determinará las medidas de cooperación necesarias para garantizar el equilibrio del sistema de financiación que establece el presente Título cuando pueda verse alterado por decisiones legislativas estatales o de la Unión Europea que afecten a los impuestos cedidos. En el caso de decisión legislativa estatal, la medida de cooperación se acordará antes de que aquella se apruebe.
Artículo 210. La Comisión Mixta de Asuntos Económicos y Fiscales Estado-Generalitat. 

2. Corresponde a la Comisión Mixta de Asuntos Económicos y Fiscales Estado-Generalitat: 

a) Acordar el alcance y condiciones de la cesión de tributos de titularidad estatal y, especialmente, los porcentajes de participación en el rendimiento de los tributos estatales cedidos parcialmente, al que hace referencia el artículo 206, así como su revisión quinquenal. 

b) Acordar la contribución a la solidaridad y a los mecanismos de nivelación prevista en el artículo 206. 

g) Establecer los mecanismos de colaboración entre la Generalitat y la Administración del Estado que sean precisos para el adecuado ejercicio de las funciones de revisión en vía económico-administrativa a que se refiere el artículo 205.
h) Acordar los mecanismos de colaboración entre la Generalitat y la Administración General del Estado para el ejercicio de las funciones en materia catastral a que se refiere el artículo 221. 

3. En consonancia con lo establecido en el artículo 209, la Comisión Mixta de Asuntos Económicos y Fiscales Estado-Generalitat propondrá las medidas de cooperación necesarias para garantizar el equilibrio del sistema de financiación que establece el presente Título cuando pueda verse alterado por decisiones legislativas estatales o de la Unión Europea.

Artículo 215. Competencias de la Generalitat. 

La Generalitat tiene competencia exclusiva para ordenar y regular sus finanzas.
Artículo 211. Competencias de la Generalitat.

La Generalitat tiene competencia exclusiva para ordenar y regular su hacienda.

Artículo 222. Autonomía y competencias financieras. 

2. La Generalitat tiene competencia, en el marco establecido por la Constitución, en materia de financiación local. Esta competencia incluye, en todo caso, la capacidad legislativa para establecer y regular los tributos propios de los gobiernos locales y los criterios de distribución de las participaciones a cargo del presupuesto de la Generalitat. 

5. Corresponde a la Generalitat el ejercicio exclusivo de la tutela financiera sobre los gobiernos locales, respetando la autonomía que les reconoce la Constitución.
Artículo 218. Autonomía y competencias financieras. 

2. La Generalitat tiene competencia, en el marco establecido por la Constitución y la normativa del Estado, en materia de financiación local. Esta competencia puede incluir la capacidad legislativa para establecer y regular los tributos propios de los gobiernos locales e incluye la capacidad para fijar los criterios de distribución de las participaciones a cargo del presupuesto de la Generalitat. 

5. Corresponde a la Generalitat el ejercicio de la tutela financiera sobre los gobiernos locales, respetando la autonomía que les reconoce la Constitución.

Artículo 223. Suficiencia de recursos. 

2. Los ingresos de los gobiernos locales consistentes en participaciones en tributos y en subvenciones incondicionadas estatales son percibidos por medio de la Generalitat, que los debe distribuir de acuerdo con lo dispuesto en la Ley de haciendas locales de Cataluña, y con los principios, los objetivos o los estándares mínimos que fije el Estado en la normas con rango de ley a que hace referencia el artículo 111, que en todo caso, deben respetar los márgenes adecuados para que el Parlamento pueda incidir efectivamente en la distribución de estos recursos.  

3.Las modificaciones del marco normativo que disminuyan los ingresos tributarios locales deben prever la compensación de esta disminución. 

5.Se deben establecer los mecanismos financieros adecuados para compensar a los gobiernos locales por la financiación de los gastos que las leyes les atribuyen de manera específica y que responden a necesidades sociales consolidadas y no atendidas por otras administraciones. En lo referente a los gastos impropios correspondientes al Estado, estos mecanismos se deben acordar en el marco que establece el artículo 214.2.
Artículo 219. Suficiencia de recursos. 

2. Los ingresos de los gobiernos locales consistentes en participaciones en tributos y en subvenciones incondicionadas estatales son percibidos por medio de la Generalitat, que los debe distribuir de acuerdo con lo dispuesto en la Ley de haciendas locales de Cataluña, cuya aprobación requerirá una mayoría de tres quintos, y respetando los criterios establecidos por la legislación del Estado en la materia. En el caso de las subvenciones incondicionadas, estos criterios deberán permitir que el Parlamento pueda incidir en la distribución de los recursos con el fin de atender a la singularidad del sistema institucional de Cataluña a que se refiere el artículo 5 de este Estatuto.

Artículo 225. El catastro. 

Corresponde a la Generalitat, en su ámbito territorial, la competencia de ordenación y gestión del catastro, sin perjuicio de la función coordinadora del Estado en los términos que establece la Constitución. Para gestionarlo, la Generalidad puede suscribir convenios con los gobiernos locales.
Artículo 221. El catastro. 

La Administración General del Estado y la Generalitat establecerán los cauces de colaboración necesarios para asegurar la participación de la Generalitat en las decisiones y el intercambio de información que sean precisos para el ejercicio de sus competencias.

Asimismo, se establecerán formas de gestión consorciada del Catastro entre el Estado, la Generalitat y los municipios, de acuerdo con lo que disponga la normativa del Estado y de manera tal que se garantice la plena disponibilidad de las bases de datos para todas las Administraciones y la unidad de la información.

### Título VII. De la reforma del Estatuto
Este Título consta de dos artículos (222 y 223). La única diferencias entre la propuesta del Parlamento de Cataluña y la redacción final aprobada por las Cortes Generales fue la siguiente (en negrita el cambio):

Propuesta aprobada por el Parlamento de Cataluña en 2005
Redacción final aprobada por las Cortes Generales en 2006

Artículo 227. La reforma del resto de los Títulos.

1. La reforma de los Títulos del Estatuto no incluidos en el artículo 226 debe ajustarse al siguiente procedimiento:

b)La aprobación de la reforma requiere el voto favorables de dos terceras partes de los miembros del Parlamento, la aprobación de las Cortes Generales por medio de una ley orgánica y, finalmente, el referéndum positivo de los electores.

i) La aprobación de la reforma por las Cortes Generales mediante una ley orgánica comporta la convocatoria por la Generalitat, en el plazo máximo de seis meses, del referéndum a que se refiere la letra b).
Artículo 223. La reforma del resto de los Títulos.

1. La reforma de los Títulos del Estatuto no incluidos en el artículo 222 debe ajustarse al siguiente procedimiento:

b)La aprobación de la reforma requiere el voto favorables de dos terceras partes de los miembros del Parlamento, la aprobación de las Cortes Generales por medio de una ley orgánica y, finalmente, el referéndum positivo de los electores.

i) La aprobación de la reforma por las Cortes Generales mediante una ley orgánica incluirá la autorización del Estado para que la Generalitat convoque en el plazo máximo de seis meses el referéndum a que se refiere la letra b).

### Disposiciones adicionales, transitorias y finales
La propuesta del Parlamento de Cataluña constaba de 11 disposiciones adicionales, pero las Cortes Generales suprimieron cinco y añadieron nueve, por lo que finalmente son 15 las que aparecen en el Estatuto. En cuanto al resto de disposiciones propuestas por el Parlamento de Cataluña las Cortes Generales suprimieron la tercera disposición transitoria (manteniendo las otras dos),  mantuvieron la disposición derogatoria y suprimieron una disposición final (manteniendo las otras cuatro). Las diferencias entre la propuesta del Parlamento de Cataluña y la redacción final aprobada por las Cortes Generales son las siguientes (en negrita los cambios):

Propuesta aprobada por el Parlamento de Cataluña en 2005
Redacción final aprobada por las Cortes Generales en 2006

Disposición adicional primera. Reconocimiento y actualización de los derechos históricos.
La aceptación del régimen de autonomía que se establece en este Estatuto no implica la renuncia del pueblo catalán a los derechos que, como a tal, le correspondan en virtud de su historia, que pueden actualizados de acuerdo con lo que establece la disposición adicional primera de la Constitución.
Suprimida

Disposición adicional tercera. Asunción de competencias por el artículo 150.2 de la Constitución.
Suprimida

Disposición adicional cuarta. Desacuerdos en la Comisión Mixta de Transferencias Estado – Generalitat.

Los desacuerdos que tengan lugar en la Comisión Mixta de Transferencias Estado – Generalitat deben resolverse por el procedimiento que establece la Ley Orgánica del Tribunal Constitucional.
Suprimida

Disposición adicional sexta. Inversiones en infraestructuras. 

1. La inversión del Estado en Cataluña en infraestructuras, debe tender a equipararse a la participación relativa del producto interior bruto de Cataluña con relación al producto interior bruto del Estado, teniendo en cuenta la compensación por los déficits acumulados. El cómputo debe hacerse con carácter plurianual.

2. Se constituirá una comisión, integrada por las Administraciones estatal, autonómica y local y presidida por la Generalitat, que debe programar las inversiones estatales en infraestructuras, con una antelación mínima de un mes a la presentación en las Cortes Generales de los presupuestos generales del Estado y que debe velar por el cumplimiento de los acuerdos adoptados.
Disposición adicional tercera. Inversiones en infraestructuras.

1. La inversión del Estado en Cataluña en infraestructuras, excluido el Fondo de Compensación Interterritorial, se equiparará a la participación relativa del producto interior bruto de Cataluña con relación al producto interior bruto del Estado para un periodo de siete años. Dichas inversiones podrán también utilizarse para la liberación de peajes o construcción de autovías alternativas.

2. Con esta finalidad se constituirá una comisión, integrada por las Administraciones estatal, autonómica y local.

Disposición adicional séptima. Regulación de las finanzas de la Generalitat.
La aplicación de los criterios que establece este Estatuto para regular las finanzas de la Generalitat deber permitir avanzar progresivamente en la reducción del déficit fiscal de Cataluña con el Estado, de manera que en el plazo de diez años desde la entrada en vigor de este Estatuto se equipare a los de los territorios de nivel de renta relativa similar en otros países de la Unión Europea. La Comisión Mixta de Asuntos Económicos y Fiscales Estado – Generalitat debe concretar los criterios para alcanzar este objetivo y debe hacer el seguimiento del cumplimiento de esta disposición.
Suprimida

Disposición adicional octava. Capacidad de financiación.

La capacidad de financiación por habitante de la Generalitat debe equipararse gradualmente, en un plazo no superior a quince años a partir de la entrada en vigor de este Estatuto, a la obtenida aplicando los sistemas de concierto y convenio vigentes en las comunidades autónomas forales.
Disposición adicional cuarta. Capacidad de financiación.

1. La Comisión Mixta de Asuntos Económicos y Fiscales Estado-Generalitat realizará los informes precisos para evaluar el cumplimiento de lo dispuesto en el ar¬tícu¬lo 201.4.

2. Los mecanismos que eventualmente deban establecerse para dar cumplimiento a lo dispuesto en el artículo 201.4 podrán aplicarse gradualmente hasta alcanzar su objetivo.

Disposición adicional novena. Modificación de leyes para la efectividad plena del Estatuto.
Suprimida

Disposición adicional decimoprimera. Administración ordinaria.

La Generalitat será Administración ordinaria del Estado en Cataluña una vez le sean transferidas, mediante los instrumentos que corresponda, las funciones ejecutivas que ejerce la Administración del Estado a través de sus órganos territoriales en Cataluña.
Disposición adicional sexta. Administración ordinaria. 

La Generalitat será Administración ordinaria del Estado en Cataluña en la medida en que le sean transferidas, mediante los instrumentos que corresponda, las funciones ejecutivas que ejerce la Administración del Estado a través de sus órganos territoriales en Cataluña.

Inexistente en la propuesta del Parlamento de Cataluña
Disposición adicional séptima. Relación de tributos cedidos. 

A los efectos de lo que establece el artículo 203.2, en el momento de la entrada en vigor del presente Estatuto, los tributos estatales cedidos tendrán la siguiente consideración: 

a) Tributos estatales cedidos totalmente: 

Impuesto sobre Sucesiones y Donaciones. 

Impuesto sobre el Patrimonio. 

Impuesto sobre Transmisiones Patrimoniales y Actos Jurídicos Documentados. 

Tributos sobre Juegos de Azar. 

Impuesto sobre las Ventas Minoristas de determinados Hidrocarburos. 

Impuesto sobre Determinados Medios de Transporte. 

Impuesto sobre la Electricidad. 

b) Tributos estatales cedidos parcialmente: 

Impuesto sobre la Renta de las Personas Físicas. 

Impuesto sobre el Valor Añadido. 

Impuesto sobre Hidrocarburos. 

Impuesto sobre las Labores del Tabaco.

Impuesto sobre el Alcohol y Bebidas Derivadas. 

Impuesto sobre la Cerveza. 

Impuesto sobre el Vino y Bebidas Fermentadas. 

Impuesto sobre los Productos Intermedios. 

El contenido de esta disposición se podrá modificar mediante acuerdo del Gobierno del Estado con el de la Generalitat, que será tramitado como Proyecto de Ley por el primero. A estos efectos, la modificación de la presente disposición no se considerará modificación del Estatuto. 

El alcance y condiciones de la cesión se establecerán por la Comisión Mixta a que se refiere el artículo 210 que, en todo caso, lo referirá a rendimientos en Cataluña. El Gobierno tramitará el Acuerdo de la Comisión como Proyecto de Ley.

Inexistente en la propuesta del Parlamento de Cataluña
Disposición adicional octava. Cesión del Impuesto sobre la Renta de las Personas Físicas. 

El primer Proyecto de Ley de cesión de impuestos que se apruebe a partir de la entrada en vigor del Estatuto contendrá, en aplicación de la disposición anterior, un porcentaje de cesión del Impuesto sobre la Renta de las Personas Físicas del 50 por 100. 

Se considera producido en el territorio de la Comunidad Autónoma de Cataluña el rendimiento cedido del Impuesto sobre la Renta de las Personas Físicas que corresponda a aquellos sujetos pasivos que tengan su residencia habitual en ella. 

Igualmente, se propondrá aumentar las competencias normativas de la Comunidad en dicho Impuesto.

Inexistente en la propuesta del Parlamento de Cataluña
Disposición adicional novena. Cesión del Impuesto sobre Hidrocarburos, del Impuesto sobre las Labores del Tabaco, del Impuesto sobre el Alcohol y Bebidas Derivadas, del Impuesto sobre la Cerveza, del Impuesto sobre el Vino y Bebidas Fermentadas y del Impuesto sobre Productos Intermedios.

El primer Proyecto de Ley de cesión de impuestos que se apruebe a partir de la entrada en vigor del presente Estatuto contendrá, en aplicación de la Disposición Adicional Séptima, un porcentaje de cesión del 58 por ciento del rendimiento de los siguientes impuestos: Impuesto sobre Hidrocarburos, Impuesto sobre las Labores del Tabaco, del Impuesto sobre el Alcohol y Bebidas Derivadas, Impuesto sobre la Cerveza, Impuesto sobre el Vino y Bebidas Fermentadas e Impuesto sobre Productos Intermedios. La atribución a la Comunidad Autónoma de Cataluña se determina en función de los índices que en cada caso corresponde.

Inexistente en la propuesta del Parlamento de Cataluña
Disposición adicional décima. Cesión del Impuesto sobre el Valor Añadido. 

El primer Proyecto de Ley de cesión de impuestos que se apruebe a partir de la entrada en vigor del presente Estatuto contendrá, en aplicación de la Disposición Adicional Séptima, un porcentaje de cesión del 50 por ciento del rendimiento del Impuesto sobre el Valor Añadido. La atribución a la Comunidad Autónoma de Cataluña se determina en función del consumo en el territorio de dicha Comunidad.

Inexistente en la propuesta del Parlamento de Cataluña
Disposición adicional undécima. Capacidad normativa. 

En el marco de las competencias y de la normativa de la Unión Europea, la Administración General del Estado cederá competencias normativas en el Impuesto sobre el Valor Añadido en las operaciones efectuadas en fase minorista cuyos destinatarios no tengan la condición de empresarios o profesionales y en la tributación en la fase minorista de los productos gravados por los Impuestos Especiales de Fabricación.

Inexistente en la propuesta del Parlamento de Cataluña
Disposición adicional duodécima. Interpretación armónica. 

Las normas de la Ley Orgánica prevista en el apartado tercero del artículo 157 de la Constitución y las normas contenidas en el presente Estatuto deben interpretarse armónicamente.

Inexistente en la propuesta del Parlamento de Cataluña
Disposición adicional decimotercera. Fondos propios y comunes con otros territorios. 

Los fondos propios de Cataluña situados en el Archivo de la Corona de Aragón y en el Archivo Real de Barcelona se integran en el sistema de archivos de Cataluña. Para la gestión eficaz del resto de fondos comunes con otros territorios de la Corona de Aragón, la Generalitat debe colaborar con el Patronato del Archivo de la Corona de Aragón, con las demás Comunidades Autónomas que tienen fondos compartidos en el mismo y con el Estado a través de los mecanismos que se establezcan de mutuo acuerdo.

Inexistente en la propuesta del Parlamento de Cataluña
Disposición adicional decimocuarta. Juegos y apuestas. 

Lo previsto en el artículo 141.2 no resultará de aplicación a la modificación de las modalidades de los juegos y apuestas atribuidos, para fines sociales, a las organizaciones de ámbito estatal, carácter social y sin fin de lucro, conforme a lo dispuesto en la normativa aplicable a dichas organizaciones.

Inexistente en la propuesta del Parlamento de Cataluña
Disposición adicional decimoquinta. Transparencia. 

El Estado, en cumplimiento del principio de transparencia, publicará la liquidación provincial de los diversos programas de gasto público en Cataluña.

Disposición transitoria tercera. Normativa relativa a las competencias compartidas.

Con relación a las competencias compartidas, mientras el Estado no dicte la legislación básica en forma de principios, objetivos o estándares mínimos, la Generalitat los ha de deducir de la normativa básica vigente.
Suprimida

Disposición final primera. Aplicación de los preceptos del Título VI.

1. La Comisión Mixta de Asuntos Económicos y Fiscales Estado-Generalitat debe concretar, en el plazo de un año a partir de la entrada en vigor del presente Estatuto, la aplicación de los preceptos del Título VI. Asimismo, debe acordar la compensación financiera que debe recibir la Generalitat por las insuficiencias producidas por los sistemas de financiación aplicados hasta el momento de la entrada en vigor de este Estatuto.

2.La Comisión Mixta de Asuntos Económicos y Fiscales Estado – Generalitat, en el plazo de seis meses a partir de la entrada en vigor de este Estatuto, debe fijar con carácter inicial la aportación catalana a las finanzas del Estado que establece el artículo 207. Para determinarla, debe garantizarse que el volumen de recursos que corresponde a la Generalitat no sea en ningún caso inferior al que resultaría de fijar las aportaciones a los gastos del Estado y a la solidaridad según los criterios siguientes:

a)Para la determinación de la aportación inicial a los gastos del Estado se debe tomar como referente el coeficiente de población de Cataluña sobre el conjunto del Estado.

b)En coherencia con lo que establece el artículo 210, para la determinación de la aportación inicial a la solidaridad, se debe tomar como referencia la diferencia entre los coeficientes de población y el esfuerzo fiscal de Cataluña, medido este por el rendimiento del impuesto sobre la renta de las personas físicas.
Disposición final primera. Aplicación de los preceptos del Título VI.

1. La Comisión Mixta de Asuntos Económicos y Fiscales Estado-Generalitat debe concretar, en el plazo de dos años a partir de la entrada en vigor del presente Estatuto, la aplicación de los preceptos del Título VI.

Disposición final segunda. Determinación de las necesidades de gasto.

Debe tenerse en cuenta, como variable básica para determinar las necesidades de gasto a que hace referencia el artículo 210.segundo.a, la población, rectificada por los costos diferenciales, por el nivel efectivo de requerimientos de gasto y por los factores demográficos. Asimismo, debe tenerse en cuenta la densidad de población, la población inmigrante, la dimensión de los núcleos urbanos y el número de personas en situación de exclusión, así como el diferencial de gasto social con países de un nivel de desarrollo semejante.
Suprimida

Disposición final tercera. La Agencia Tributaria de Cataluña.

La Agencia Tributaria de Cataluña, a que se refiere el artículo 204, debe crearse por ley del Parlamento, en el plazo de un año a partir de la entrada en vigor del presente Estatuto. La Agencia Estatal de Administración Tributaria y la Administración tributaria de la Generalitat ejercen las funciones de la Agencia Tributaria de Cataluña hasta que esta se constituya.
Disposición final segunda. La Agencia Tributaria de Cataluña.

La Agencia Tributaria de Cataluña, a que se refiere el artículo 204, debe crearse por ley del Parlamento, en el plazo de un año a partir de la entrada en vigor del presente Estatuto.

Las funciones que en aplicación de este Estatuto correspondan a la Agencia Tributaria de Cataluña serán ejercidas, hasta la fecha de constitución de la misma, por los órganos que vinieran desempeñándolas hasta entonces.

## Resolución del Tribunal Constitucional sobre los recursos de inconstitucionalidad

### Antecedentes
Tras entrar en vigor el 18 de junio de 2006, el Estatuto fue recurrido por considerarlo inconstitucional en siete ocasiones por siete instancias distintas: el Partido Popular a través de la firma de sus diputados y senadores contra 187 artículos y disposiciones; el Defensor del Pueblo contra 112 artículos y cuatro disposiciones adicionales, y cinco comunidades autónomas (Comunidad de Murcia contra el artículo 117, La Rioja contra 12 artículos y siete disposiciones adicionales, Gobierno de Aragón contra una disposición adicional, Generalidad Valenciana contra ocho artículos y cuatro disposiciones transitorias, Gobierno de las Islas Baleares contra lo que establece el Estatuto sobre el Archivo de la Corona de Aragón).

### Resolución
El 28 de junio de 2010, mediante la Sentencia 31/2010, el Tribunal Constitucional, ante el recurso de inconstitucionalidad presentado por diputados del Partido Popular, resolvió por seis votos a favor y cuatro en contra la constitucionalidad de la mayor parte del texto, haciendo observar la «ineficacia jurídica» del Preámbulo (donde constaba el término «nación» al referirse a Cataluña), aunque el fallo mantiene la definición de Cataluña como «nación», y declaró 14 artículos inconstitucionales.
La ponencia fue redactada finalmente por la presidenta, María Emilia Casas, y la votación se realizó por bloques: el primero respecto al Preámbulo, en la que se resolvió por 6 votos a favor y 4 en contra mantener el término «nación», si bien se advirtió de su falta de eficacia jurídica interpretativa, ya que no forma parte del texto normativo; el segundo bloque afectó a los artículos a declarar inconstitucionales, siendo una mayoría de 8 magistrados contra 2 los que votaron por la inconstitucionalidad de 14 de ellos; los otros dos bloques, que eran los preceptos ajustados a la Constitución y la interpretación de los artículos sobre los que existía conformidad, fueron avalados por seis votos a cuatro. Cuatro de los magistrados presentaron un voto particular: Ramón Rodríguez Arribas, Jorge Rodríguez-Zapata, Vicente Conde y Javier Delgado.

### Artículos inconstitucionales
El Tribunal Constitucional declaró 14 artículos inconstitucionales:
- El artículo 6 sobre lengua y nombres cooficiales (niega el carácter «preferente» de la lengua catalana).
- El 76 sobre el carácter vinculante de los dictámenes del Consejo de Garantías Estatutarias (el tribunal niega dicha posibilidad).[38]
- El 78 sobre la capacidad del síndico de Agravios de Cataluña (defensor del pueblo) para supervisar con carácter exclusivo la administración catalana,
- El 95.5 sobre el presidente del Tribunal Superior de Justicia de Cataluña,
- El 97, 98, 99, 100 y 101 donde se atribuía al Consejo de Justicia de Cataluña el control de la justicia en Cataluña.
- El 111 sobre las competencias compartidas entre el Estado y la Generalitat de Cataluña,
- El 120.2 sobre competencias de la Generalitat en cajas de ahorro,
- El 126.2 sobre competencia compartida en materia de crédito, banca, seguros y mutualidades no integradas en el sistema de seguridad social
- El 206.3 sobre el nivel y cálculo de la participación de Cataluña en el rendimiento de los tributos estatales y mecanismos de nivelación y solidaridad y
- El 218.2 sobre autonomía y competencias financieras.[34]

### Artículos sometidos a la interpretación dada por el Tribunal Constitucional
Aquellos artículos que señaló la sentencia para su interpretación deben serlo precisamente según el criterio del propio Tribunal, lo que se denomina «fundamento jurídico conclusivo»:
- el artículo 5 sobre derechos históricos no puede argumentarse como equivalente a la disposición adicional primera de la Constitución, y no constituye un fundamento jurídico válido para justificar el autogobierno catalán distinto a la propia Constitución;
- el artículo 8 sobre símbolos nacionales de Cataluña: el término «nación» no tiene otro significado que el recogido para «nacionalidad» por la Constitución, reconocido en el artículo 2 de la Carta Magna y sin que pueda cuestionar la «indisoluble unidad de la Nación española»;
- el artículo 34 sobre la «disponibilidad» lingüística de los comercios y negocios no puede en ningún caso obligar al uso de una sola de las lenguas cooficiales: catalán o español;
- el artículo 50.2 sobre el fomento del catalán: no puede confundirse con la posibilidad de prohibir el uso del «castellano» en cualquier caso y situación;
- el artículo 95.2, que señala la competencia del Tribunal Supremo para unificar doctrina: aclara el Constitucional que esa capacidad no limita la facultad de regularse por la Ley Orgánica del Poder Judicial para regular la función jurisdiccional que en cada momento histórico le corresponde al Tribunal Supremo, y por lo tanto lo señalado en el estatuto no es limitativo;
- el artículo 110, donde se señalan «competencias exclusivas de la Generalidad» las potestades legislativas, ejecutivas y reglamentarias, tienen como límite el artículo 149 de la Constitución en un sentido amplio, esto es, no son exclusivas si concurren con las del Estado, bien en el espacio físico, bien en el objeto jurídico;
- el artículo 129 sobre el derecho civil catalán: se debe entender la competencia limitada «a la conservación, modificación y desarrollo del derecho civil especial de Cataluña», sin que limite la capacidad legal de legislación civil del Estado y la regulación general civil contenida en el artículo 149.1.8 de la Constitución;
- el artículo 183.1 sobre la Comisión bilateral Estado-Comunidad Autónoma para tratar competencias exclusivas del Estado, no limita la capacidad de este para su ejercicio ni la condiciona; el artículo 206.5 sobre los mecanismos de nivelación de las aportaciones económicas estatales a través de los tributos, el Constitucional aclara que solo se podrá argumentar cuando la alteración de la situación de Cataluña se deba a la aplicación estricta de los mecanismos de nivelación y no a otras causas;
- sobre la Disposición adicional tercera, apartado 1, sobre infraestructuras del Estado, no menoscaba la capacidad de legislar de las Cortes ni del gobierno para fijar sus inversiones presupuestarias;
- y las Disposiciones adicionales sobre cesión de IRPF, IVA y otros impuestos, solo es posible mediante acuerdo del órgano correspondiente y de las Cortes Generales.

### Reacciones: Manifestación del 10-J
El 10 de julio del 2010 tuvo lugar una manifestación en Barcelona, con el lema «Som una nació, nosaltres decidim», en contra de la resolución del Tribunal Constitucional, con el apoyo de todos los partidos políticos del Parlamento de Cataluña menos del PPC y de Ciutadans. La asistencia fue de un millón y medio según los organizadores y de un millón cien mil personas según la Guardia Urbana.
En la cabecera estuvieron presentes los seis presidentes y expresidentes de la Generalidad y del Parlamento: José Montilla, Ernest Benach, Pasqual Maragall, Jordi Pujol, Joan Rigol y Heribert Barrera. Al final de la manifestación, hubo un intento de agresión a José Montilla, que tuvo que abandonar la marcha protegido.